# Maria I da Inglaterra
Maria I (Greenwich, 18 de fevereiro de 1516 – Londres, 17 de novembro de 1558), também conhecida como Maria Tudor (em inglês: Mary Tudor) ou Maria Sangrenta, foi Rainha Reinante da Inglaterra e Irlanda de 1553 até sua morte, além de Rainha Consorte da Espanha a partir de 1556. Sendo filha de Henrique VIII com sua primeira esposa, Catarina de Aragão, atuou como o quarto e penúltimo monarca da Casa de Tudor.
Em 1533, quando seu pai decidiu anular o casamento com sua mãe para se casar com Ana Bolena, ela foi declarada como filha ilegítima do rei e excluída da linha de sucessão, sendo substituída por sua meia-irmã, Isabel; no entanto, retornou à mesma através de uma lei aprovada em 1543(? Como dito anteriormente, ela era filha de Catarina de Aragão, sua meia-irmã Isabel era a filha de Ana Bolena e foi ela que foi declarada como filha ilegítima por conta disso). Ela havia sido restabelecida como a herdeira do trono atrás de seu meio-irmão, Eduardo VI, cujo reinado aplicou a Reforma Protestante na Inglaterra, proibindo também que o catolicismo — religião seguida por Maria — fosse praticado em todo o reino. Quando teve conhecimento de sua iminente morte, movido pela diferença religiosa com sua meia-irmã, Eduardo assinou um documento onde escolhia sua prima, Joana Grey, como sua legítima sucessora. No entanto, Maria reuniu forças no reino e conquistou o apoio popular, depondo-a nove dias depois de sua ascensão, ela foi presa, mas por conta de uma rebelião que aconteceu, que pretendia colocá-la novamente no trono, mesmo ela não estando envolvida com a rebelião, ela foi executada, por ser considerada perigosa.
Em seu reinado, Maria reverteu as reformas religiosas implantadas por Eduardo e o protestantismo passou a ser proibido na Inglaterra. Em 1556, ela se tornou Rainha Consorte da Espanha graças ao seu casamento com Filipe II, único filho de seu primo, Carlos V. O matrimônio foi recebido com uma revolta popular organizada por Thomas Wyatt, que buscava depô-la em favor de sua meia-irmã; no entanto, o levante fracassou e Isabel foi aprisionada na Torre de Londres. Por outro lado, Maria não teve filhos, passou por duas gravidezes psicológicas, uma em 1554 e outra em 1557, o que a fez ser ridicularizada na Europa, tornando a sucessão de Isabel iminente. No entanto, Maria só veio reconhecê-la como sucessora dias antes de sua morte, em 1558.
Maria é reconhecida como a primeira mulher a obter sucesso na reivindicação do trono da Inglaterra — a imperatriz Matilde fracassou em sua tentativa —, apesar da concorrência e determinação dos opositores. Em seus primeiros anos, gozava de apoio popular e simpatia, principalmente pela população católica. Apesar de seu reinado ser lembrado pelas perseguições aos protestantes, que lhe renderam o epíteto de "Maria Sangrenta", suas políticas de reforma fiscal, expansão naval e exploração colonial se tornaram bem-sucedidas no Período Isabelino. Além disso, foi honrada pelo Papa Paulo IV com uma Rosa de Ouro.

## Início da vida

### Infância
Maria nasceu no Palácio de Placentia, em Greenwich, no dia 18 de fevereiro de 1516, sendo a quinta filha do rei Henrique VIII com sua primeira esposa, Catarina de Aragão. Seu nome foi escolhido como uma homenagem à sua tia, Maria Tudor — que foi rainha consorte da França através de seu matrimônio com Luís XII — por quem o rei tinha muito apreço. Maria foi a única filha do casal a sobreviver ao parto e à infância; seu irmão, Henrique, Duque da Cornualha, nasceu saudável em 1 de janeiro de 1511, mas acabou morrendo 52 dias depois. Em seu terceiro dia de vida, a nova princesa da Inglaterra foi batizada na fé católica na Igreja dos Frades Observantes. Seus padrinhos foram sua tia-avó, Catarina de Iorque, Tomás Wolsey e Agnes Howard, Duquesa de Norfolk. A prima de seu pai, Margarida Pole, Condessa de Salisbury, foi uma das madrinhas (depois governanta) de Maria em sua crisma, que ocorreu imediatamente após seu batismo. Com um ano de vida, Maria tornou-se madrinha de sua prima, Francisca Brandon.
Após quatro gravidezes que falharam em gerar um herdeiro, a relação entre Henrique e Catarina se tornou "tensa", e apesar de ter melhorado com o nascimento de Maria, o rei havia diversos casos extraconjugais, o mais famoso com Elizabeth Blount, com quem teve um filho, Henrique Fitzroy, nascido em 1519. Quando o nascimento de Maria chegou para toda a Europa, o embaixador veneziano, Sebastian Giustinian, felicitou o rei "pelo nascimento de sua filha e pelo bem-estar de sua mãe alegre, a rainha", embora tenha sido "ainda mais agradável se a criança fosse um menino". O rei, no entanto, respondeu com bom humor: "Filhos virão. A rainha e eu ainda somos jovens".

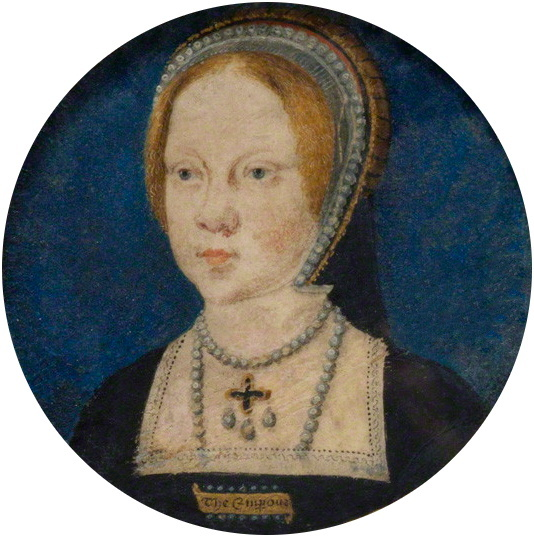
Maria durante o seu noivado com Carlos V, entre 1521-1525. Na imagem, ela usa um broche retangular escrito "O Imperador".

Maria era considerada uma criança precoce. Em julho de 1520, quando mal havia completado quatro anos e meio de idade, entreteve uma delegação francesa visitante com uma apresentação onde dançava e tocava virginal (uma espécie de cravo). Grande parte de sua educação inicial veio através de sua mãe, que consultou o humanista Juan Luis Vives para pedir conselhos, com este a recomendando a obra Instrução de Meninas Cristãs (em latim: De Institutione Feminae Christianae), um tratado na educação de garotas. Além disso, era influenciada por trabalhos de Erasmo de Roterdão. Por sugestão de Catarina, lia obras de Cícero, Plutarco, Seneca e Platão. Aos nove anos, Maria podia ler e escrever em latim. Estudou também francês, espanhol, italiano, música e, talvez, grego. Henrique adorava a filha e, certa vez, gabou-se a Giustinian: "Esta menina nunca chora". Fisicamente, Maria tinha, como seus pais, uma pele muito clara, olhos azuis e cabelos ruivos ou loiro avermelhados, além de ser corada, um traço herdado de seu pai.
Apesar de sua afeição por Maria, Henrique ficou profundamente desapontado por seu casamento não ter produzido filhos. Quando Maria tinha nove anos, era aparente que Henrique e Catarina não teriam mais filhos, deixando-o sem um herdeiro masculino legítimo. Em 1525, o rei enviou a filha para a fronteira com o Principado de Gales para que ela pudesse presidir, presumidamente apenas em nome, o Conselho de Gales e das Marcas. Maria teve sua própria corte no Castelo de Ludlow e muitas das prerrogativas reais normalmente reservadas ao Príncipe de Gales. Muitos a chamavam de Princesa de Gales, embora ela nunca tenha sido tecnicamente investida com o título. Ao contrário de Fitzroy, que foi enviado por Henrique para o norte do reino, sendo investido com os títulos de Duque de Richmond e Somerset, além de dominar os escritórios reais nas fronteiras da Inglaterra, como acontecia normalmente com um príncipe. A rainha se irritou com a nomeação de Fitzroy, exclamando: "Nenhum bastardo deve ser exaltado sobre a filha de uma rainha". De acordo com a lei, o rei poderia considerar Fitzroy como seu sucessor em vez de Maria; no entanto, comportou-se de forma ambígua e não tomou nenhuma decisão a respeito. Aparentemente, Maria passou três anos nas marcas galesas, realizando visitas regulares à corte do pai, antes de voltar permanentemente para Londres, na metade de 1528.
Durante a infância de Maria, Henrique negociou futuros casamentos para ela. Quando tinha apenas dois anos de idade, foi prometida ao delfim, filho do rei Francisco I, porém o contrato foi repudiado após três anos. Em 1522, Maria acabou entrando em um contrato para se casar com seu primo, o imperador Carlos V, então com 22 anos. Entretanto, o compromisso foi anulado por Carlos alguns anos depois, e ele acabou se casando com sua prima, Isabel de Portugal. Tomás Wolsey, principal ministro do rei, voltou então às negociações com os franceses, com Henrique sugerindo que Maria se casasse com o próprio Francisco, que estava querendo forjar uma aliança com a Inglaterra. Uma promessa de casamento foi assinada e ditava que ela se casaria com o mesmo ou com seu segundo filho, Henrique, Duque de Orleães; porém, Wolsey conseguiu firmar a aliança com a França sem que houvesse um casamento. De acordo com Mario Savorgnano, observador veneziano, Maria desenvolvia-se como uma jovem bonita, bem proporcional e com um bonito rosto.

### Adolescência

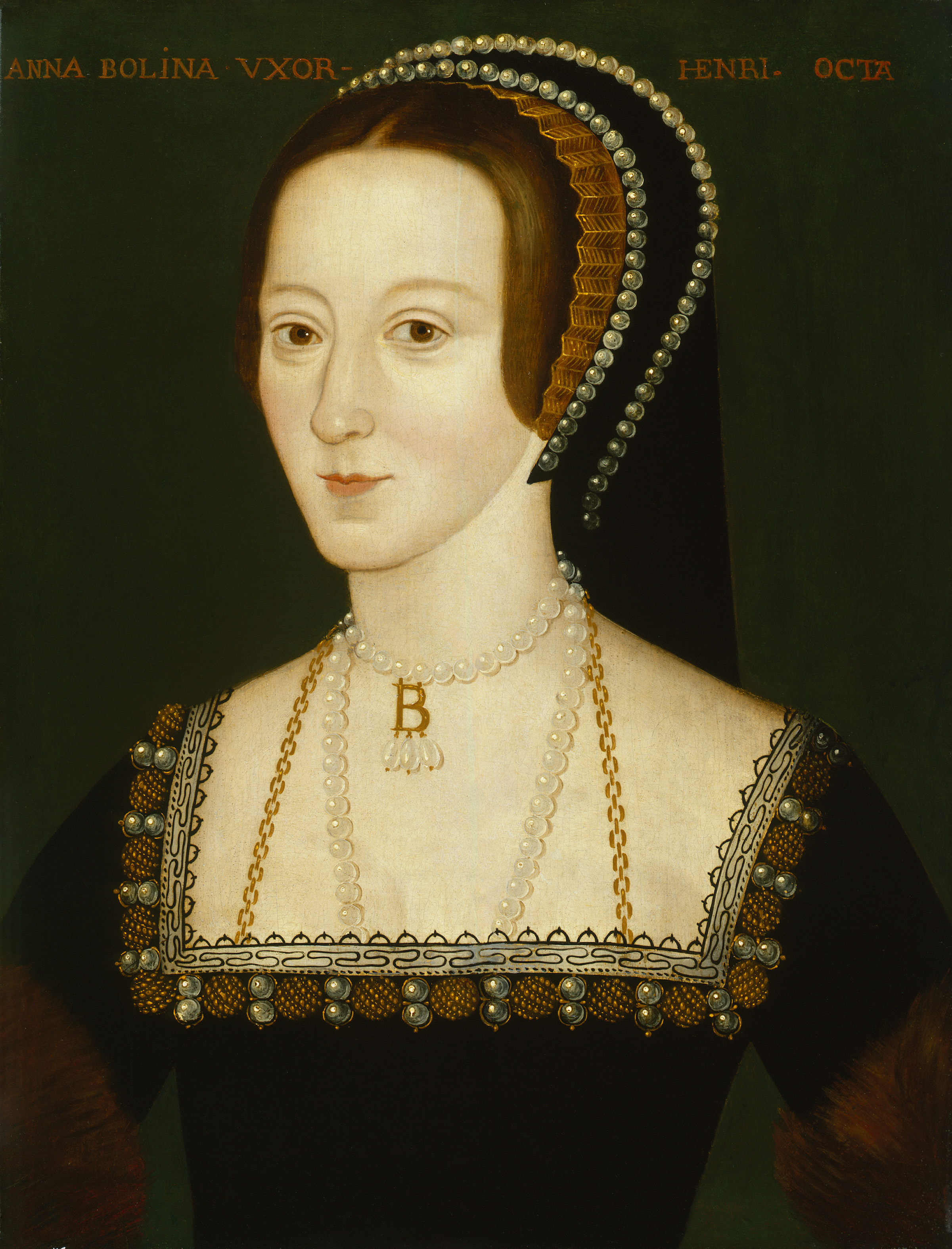
Maria se tornou filha ilegítima de Henrique após seu casamento com Ana Bolena, recusando-se a reconhecê-la como rainha.

Enquanto isso, o casamento de seus pais estava em perigo. Decepcionado com a falta de um herdeiro do sexo masculino e ansioso para voltar a se casar, Henrique tentou fazer com que seu matrimônio com Catarina fosse anulado, mas o Papa Clemente VII recusou seu pedido. Henrique alegou, citando passagens bíblicas (Levítico 20:21), que seu casamento era impuro, já que a mesma era viúva de seu irmão, Artur, Príncipe de Gales, tio de Maria, morto aos quinze anos. Catarina afirmou veementemente que seu casamento com Artur nunca foi consumado e por isso não era um casamento válido. De fato, este casamento havia sido anulado pelo Papa Júlio II, usando como base a sua declaração. Clemente pode ter ficado relutante a agir em favor de Henrique por estar sendo influenciado por Carlos V, sobrinho de Catarina e ex-prometido de Maria, cujas tropas haviam cercado e ocupado Roma na Guerra da Liga de Cognac.
A partir de 1531, Maria estava frequentemente doente com menstruação irregular e depressão, embora não seja claro se isso era causado pelo estresse, puberdade ou uma doença mais profunda. Além disso, ela não era permitida a ver sua mãe, que fora mandada embora da corte após ter se recusado a aceitar a anulação de seu casamento com o rei para que este se casasse com sua dama de companhia, Ana Bolena. Por não conseguir a anulação do casamento pelo Papa, Henrique rompeu com a Igreja Católica e declarou-se Chefe Supremo da Igreja Anglicana, tendo o consentimento do Parlamento da Inglaterra. Em 25 de janeiro de 1533, o rei se casou com Ana, que estava grávida. Como precisava de um decreto formal da anulação de seu casamento anterior, Henrique entrou em contato com Tomás Cranmer — então Arcebispo da Cantuária — que, em 23 de maio, declarou que o casamento de Catarina com o rei não tinha valor legal. Maria então tornou-se filha ilegítima do rei, era chamada de "Senhorita" em vez de "Princesa". Além disso, ela foi obrigada a devolver suas joias. O embaixador Eustace Chapuys relatou que durante esse período Ana se orgulhava de fazer Maria sua criada.
Em 7 de setembro, apesar da grande expectativa por um garoto, Ana finalmente deu à luz a primeira criança com o rei, uma menina, Isabel. Enquanto Catarina e Maria permaneciam determinadas em não reconhecer Ana como rainha e Isabel como princesa, Henrique ficou em uma situação difícil; a nobreza conservadora e as casas reais da Europa também não estavam de acordo com o seu casamento. Ele então decidiu que a criadagem de Maria seria dissolvida e seus criados seriam dispensados do serviço; ela própria seria enviada para juntar-se a criadagem de sua meia-irmã, em Hertfordshire. Além disso, o rei não permitia que ela tivesse contato com seus amigos, queria isolá-la. Vivendo no pior quarto da casa, ela era tratada severamente pela tia de Ana, Lady Shelton, que fora contratada para dar uma bofetada em Maria sempre que esta ousasse se intitular como "Princesa". Durante esse período de isolamento, ela ficava frequentemente doente, com o médico real culpando a sua condição por "mau tratamento". Entretanto, ela permanecia afirmando que o casamento de seus pais era inválido e que ela era a única filha legítima do rei e "se dissesse o contrário, estaria insultando Deus".
Maria tinha o apoio de diversos membros da nobreza conservadora, incluindo Francis Bryan, primo da rainha Ana. No entanto, estes não foram suficientes para evitar que o Primeiro Ato de Sucessão fosse aprovado em 23 de março de 1534. Neste ato, Henrique declarava que apenas os descendentes de Ana tinham direito ao trono inglês, proibindo qualquer tentativa de Maria reivindicar. Aqueles que se recusassem a prestar juramento ao ato eram chamados de "traidores", como John Fisher e Thomas More. Quando Catarina morreu em janeiro de 1536, Maria ficou "inconsolável" e acreditava que ela havia sido envenenada, permanecendo de luto em estado de semi-reclusão. Com a morte de Catarina, Ana se tornou insegura e sentia que Maria era uma ameaça real, afirmando: "Ela é minha morte e eu sou a dela". Para amenizar a situação, a rainha ofereceu uma tentativa de reconciliação entre a ex-princesa e o rei — que não se falavam a três anos —, mas Maria recusou. Quando a rainha percebeu que estava grávida, sentiu-se segura novamente; no entanto, ela sofreu um aborto espontâneo no mesmo dia do enterro de Catarina.
Após o aborto, Ana ficou em uma situação difícil: o rei afirmava que o casamento deles havia sido arranjado por meio de "sortilégio" e logo começou a cortejar uma nova amante, Joana Seymour, que tornou-se amiga próxima de Maria. No final de abril, cinco homens foram presos acusados de serem amantes da rainha, incluindo William Brereton e Thomas Wyatt. Apenas um deles confessou; no entanto, as acusações terminaram em Jorge Bolena, irmão de Ana. Eles foram presos na Torre de Londres por adultério e incesto, e a rainha teve seu casamento com o rei anulado dias depois. Ela acabou sendo decapitada em 19 de maio de 1536 e Isabel, assim como Maria, foi rebaixada à filha ilegítima de Henrique e removida da linha de sucessão ao trono inglês. Em julho do mesmo ano, Fitzroy morreu de tuberculose no Palácio de St. James, enquanto o Segundo Ato de Sucessão estava prestes a ser aprovado, cuja lei poderia nomeá-lo como herdeiro de Henrique.

## Reconciliação com HenriqueVIII

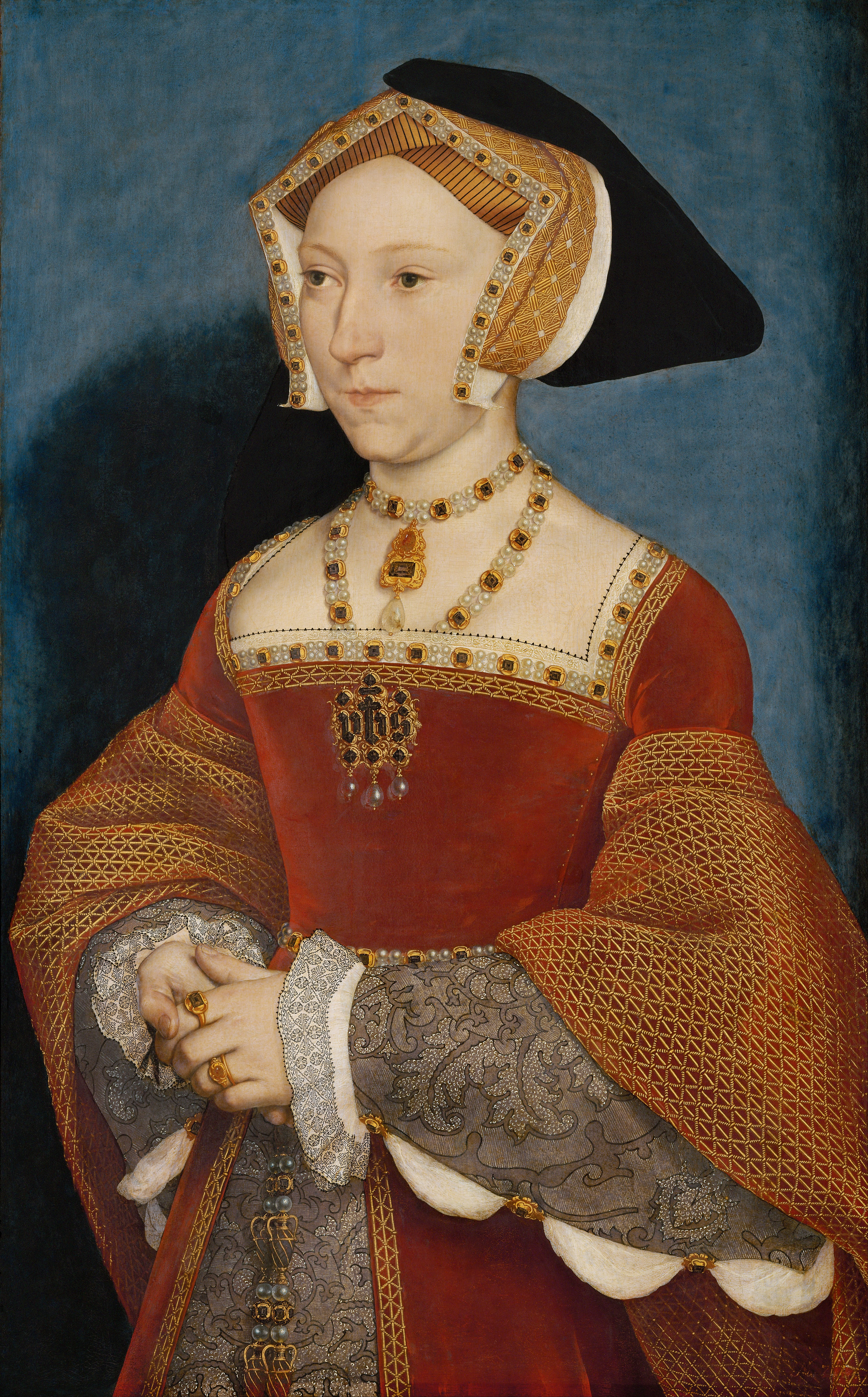
Joana Seymour foi a terceira esposa de Henrique e ajudou Maria a se reconciliar com ele.

Com a morte de Ana, Maria esperava melhorar sua posição na corte. Seu pai casou-se com Joana Seymour e esta pedia que ele se reconciliasse com sua filha. Ele insistia que para tal, Maria deveria reconhecê-lo como Chefe Supremo da Igreja de Inglaterra, repudiasse a autoridade papal e aceitasse que o casamento com sua mãe era inválido e, assim, ela era ilegítima. De fato, ela estava disposta a fazer concessões e jurou lealdade ao rei "depois de Deus", mas recusou-se reconhecê-lo a como chefe da Igreja Anglicana; ela considerava a fé protestante como uma "iconoclastia", uma expropriação da Igreja Católica e que favorecia os bolsos da nobreza oportunista. Entre ela e o ministro Thomas Cromwell houve uma troca de cartas para que este intermediasse no conflito com seu pai. Entretanto, quando teve acesso à cartas secretas de sua mãe, ela foi encorajada a não tomar decisões com base nas necessidades políticas, mas em considerar Deus e sua consciência como "autoridade suprema"; deste modo, recusou as condições de Henrique.
Por outro lado, o rei não estava disposto a aceitar uma rendição condicional e aumentou a pressão sobre os amigos de Maria na corte. Por exemplo, Francis Bryan foi interrogado na tentativa de descobrir se tinha planos de reintegrar Maria no trono e Henrique Courtenay, 1.º Marquês de Exeter perdeu sua posição como cavalheiro. Ela própria também foi assegurada que, se continuasse a resistir, seria presa e condenada como traidora. Cromwell também foi pressionado pelo rei e estava prestes a desistir de ajudá-la; Maria, no entanto, disse que se ele o fizesse, perderia seu apoio para sempre. Ele dizia que ela era a "mulher mais tenra e mais dura que já viu". Eustace Chapuys e outros amigos de Maria na corte a convenceram a ceder às vontades de Henrique e, em 22 de junho de 1536, ela foi obrigada a assinar um documento concordando com todos os termos, chamado de Submissão da Senhorita Maria. Com isso, ela salvou não só sua vida, mas a de seus amigos na corte. Secretamente, ela instruiu Chapuys para se desculpar com o Papa em nome dela. Além disso, ele escreveu ao imperador Carlos V o resultado da reconciliação: "Esta questão da princesa nos deu uma agonia maior do que você pensa".
Três semanas depois, Maria viu seu pai pela primeira vez depois de cinco anos. Reconciliada com Henrique, ela retomou seu lugar na corte, ganhando uma nova criadagem, que incluía a reinstalação de sua favorita, Susan Clarencieux. Suas despesas na bolsa privada do período mostram que suas principais residências incluíam a Casa Hatfield, o Palácio de Beaulieu e Richmond, além dos palácios de seu pai em Westminster e Hampton. Além disso, seus gastos eram destinados à roupas elegantes e cartas de baralho, um de seus passatempos favoritos. Em 12 de outubro de 1537, Joana deu à luz seu único filho com o rei, Eduardo, e Maria tornou-se sua madrinha. Alguns dias depois, a rainha morreu e foi organizado um funeral monumental, onde Maria mostrou bastante comoção e recebeu a honra de cavalgar em um cavalo preto na procissão. Nos meses seguintes, ela cuidou de seu meio-irmão que, segundo criados, "o prometeu confidências e o tratava como se fosse sua mãe". A morte da rainha não foi a única perda para Maria. Em 1538, uma revolta popular tomou conta da Inglaterra; esta buscava depor seu pai por questões religiosas e ascender ao trono seu amigo católico, Henrique Courtenay. Entre os envolvidos estavam a madrinha de Maria, Margarida Pole, e seu filho, Reginaldo. Margarida acabou aprisionada na Torre de Londres, sendo decapitada apenas em 1541, quando Cromwell advertiu a princesa para que não recebesse mais desconhecidos na corte.

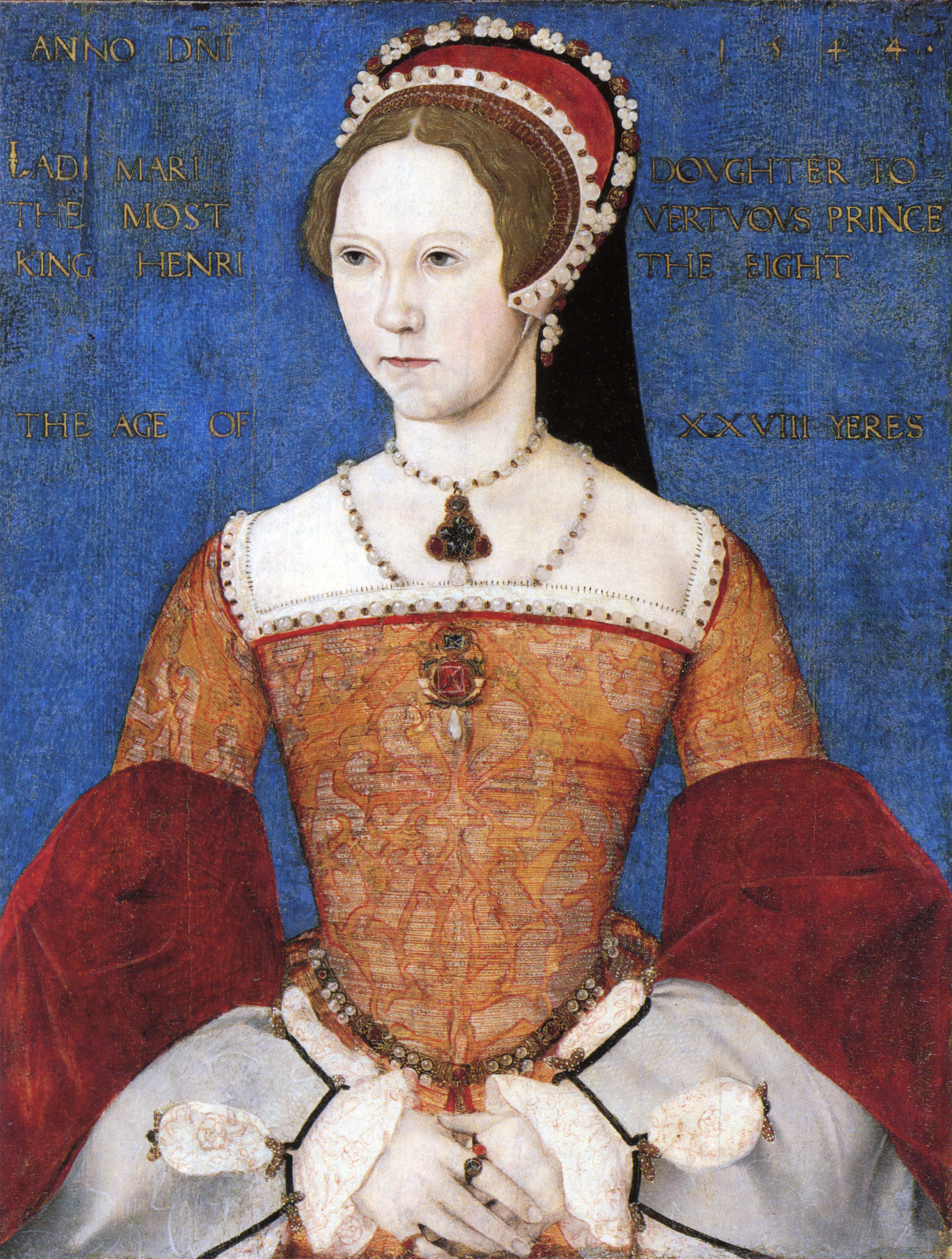
Maria após ter retornado para a linha de sucessão inglesa, por volta de 1544

Em 1539, Maria começou a ser cortejada por Filipe, Duque do Palatinado-Neuburgo, porém ele seguia o Luteranismo e sua pretensão não foi bem-sucedida. Cromwell também negociou uma potencial aliança com o Ducado de Cleves. Sugestões de que ela se casaria com Guilherme, Duque de Cleves, que tinha a mesma idade que ela, terminaram sem resultado; no entanto, foi concordado com o matrimônio entre Ana de Cleves, irmã do duque, com Henrique. Quando o rei viu Ana pela primeira vez, em dezembro de 1539, uma semana antes do casamento, ele não a achou atraente, mas não poderia cancelar o matrimônio por questões diplomáticas e pela falta de um motivo adequado. Cromwell caiu em desgraça e foi preso por traição em junho de 1540. Acusações, consideradas improváveis, sugerem que ele havia conspirado para se casar com a própria Maria, terminando com ele sendo decapitado. Com o descontentamento de Henrique com Ana, o casamento acabou sendo anulado com o consentimento dela, já que não havia sido consumado. Ana havia se tornado uma das pessoas mais próximas de Maria e permaneceu frequentando a corte regularmente para visitá-la.
Logo depois de anular seu último casamento, Henrique se casou com a prima de Ana Bolena, Catarina Howard, alguns anos mais nova do que a própria Maria, com quem tinha conflitos. Catarina teve o mesmo fim da prima e foi decapitada por ter cometido adultério com um cortesão, Thomas Culpepper. Em 1542, após a execução de sua esposa, o rei convidou Maria para comparecer às festividades de Natal. Na corte, ela atuou como anfitriã enquanto seu pai não estava casado e sem uma consorte. Em 1543, Henrique se casou com sua sexta e última esposa, Catarina Parr. Maria e Catarina se tornaram próximas, tinham muitos interesses em comum, incluindo a leitura de livros humanistas e paixão por obras de Erasmo de Roterdão. Ambas eram conhecidas por seus gostos pela moda, joias e jogos de cartas e eram sempre vistas juntas. A boa relação entre as duas ajudou o rei a finalmente incluir Maria e Isabel de volta na linha de sucessão, através do Terceiro Ato de Sucessão. No entanto, ambas continuariam legalmente ilegítimas. Em 1547, Henrique faleceu por problemas de saúde provocados pela obesidade, aos 55 anos. Maria herdou propriedades em Norfolk, Suffolk e Essex, recebendo também terras em Hunsdon e o Palácio de Beaulieu como seu direito.

## Reinado de EduardoVI

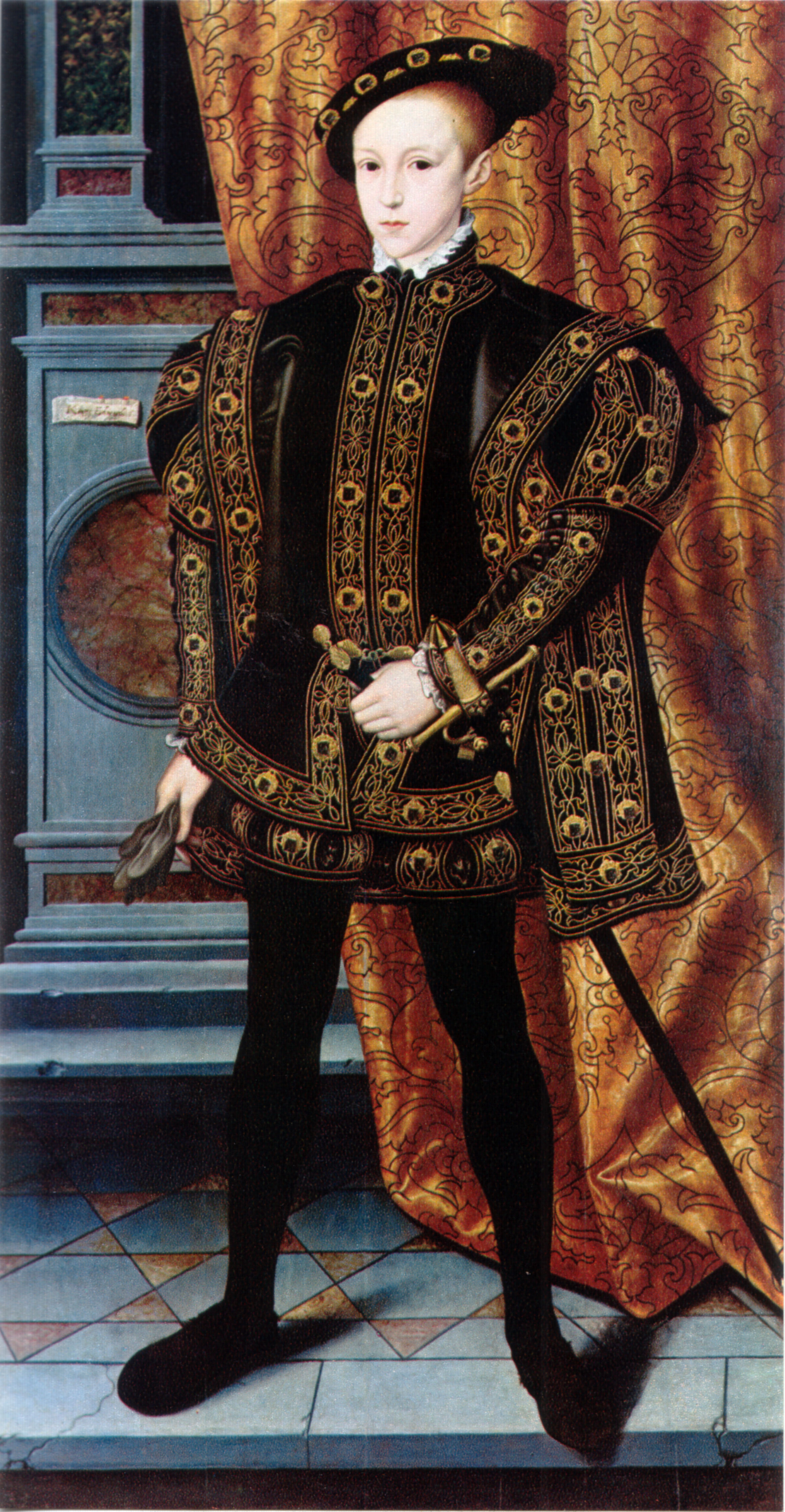
Em seu reinado, Eduardo VI exigiu que Maria abandonasse o catolicismo, mas ela recusou-se.

Com a morte de Henrique, o meio-irmão de Maria herdou o trono, como Eduardo VI. No entanto, países de maioria católica o consideravam filho ilegítimo do rei e Maria como a verdadeira herdeira do trono inglês. Seu primo, Carlos V, incentivou-a a reivindicá-lo, mas ela resolveu aceitá-lo como rei da Inglaterra. Nos primeiros anos de sua infância, Eduardo e suas meias-irmãs eram bastante próximos, com essa proximidade sendo refletida em uma carta de condolências que o jovem enviou à Maria: "Não devemos lamentar a morte de nosso pai, pois foi a vontade [de] Deus. As coisas funcionam para o bem. O tanto que eu puder, serei o melhor irmão para você e transbordarei de bondade". Três meses após a morte de seu pai, Maria deixou a casa de Catarina Parr, com quem vivia até então. Agora com 31 anos, ela era uma mulher rica e independente e cercou-se de criados e amigos católicos. Isso logo os levou ao foco do novo reinado.
O rei, que tinha apenas nove anos, era governado por um conselho formado por protestantes e seu tio, Eduardo Seymour, mantinha influência sobre o jovem e decidiu dar continuidade às reformas protestantes. Por exemplo, o Ato de Uniformidade de 1549 prescrevia ritos protestantes para os serviços religiosos e estes deveriam usar como base o Book of Common Prayer de Tomás Cranmer; a Santa Missa deveria ser imediatamente abolida e os feriados de muitos santos seriam encerrados. Maria protestou que as leis religiosas de Henrique não deveriam ser abolidas até que Eduardo completasse a maioridade; no entanto, Seymour respondeu que Henrique morreu antes de poder completar a reforma. Na primavera, Maria apelou para que Carlos V aplicasse pressão diplomática na Inglaterra, exigindo que ela fosse autorizada a praticar o catolicismo. Além disso, surgiram muitos protestos contra as novas leis religiosas e Maria foi suspeita de simpatizar e apoiar os rebeldes. Seymour então decidiu permitir que ela praticasse sua religião. Eduardo, no entanto, discordou e escreveu para a meia-irmã que "não entendia porque ela insistia em rejeitar o que foi ensinado pelos bons homens cultos do reino" e que "conhecendo seu bom caráter e carinho, não imagina uma razão adequada para a recusa que não seja falta de informação".
Em 14 de outubro de 1549, Eduardo Seymour foi derrubado pela nobreza e João Dudley, 1.º Duque de Northumberland se tornou o novo guardião do jovem rei, tendo uma influência decisiva sobre ele. Mais radical em suas opiniões do que Seymour, Dudley logo tornou-se impopular, principalmente com Maria. Ela o considerava "o homem mais instável da Inglaterra" e por isso "desejava o seu reino". Mais uma vez, Carlos pressionou para que Maria não fosse prejudicada no exercício de sua religião. No entanto, ela também estava convencida de que sua vida estava em perigo e implorou ao primo para ajudá-la a escapar da Inglaterra. Em junho de 1550, Carlos enviou três navios para levar Maria até os Países Baixos, para se encontrar com outra prima, Maria de Habsburgo. Por outro lado, informantes lhe avisaram que os ingleses apertaram as guardas costeiras. Maria entrou em pânico e decidiu não fugir, o que poderia significar a perda do trono inglês permanentemente. Desde então, durante a maior parte do reinado de Eduardo, Maria permaneceu em suas próprias propriedades e raramente comparecia à corte.
As diferenças religiosas entre ela e seu meio-irmão continuaram. No Natal de 1550, Maria finalmente retornou à corte, comparecendo junto à sua meia-irmã Isabel em uma reunião com Eduardo, então com treze anos. O jovem rei a constrangeu na frente de todos ao reprová-la por ignorar suas leis religiosas e continuar indo à missa. Maria argumentou que ele ainda não tinha idade para saber o suficiente de fé. A disputa foi encerrada quando ambos caíram em lágrimas. Em janeiro de 1551, Eduardo voltou a lhe escrever uma carta, exigindo que ela reconhecesse suas novas leis, deixando-a profundamente triste pelo fato de seu irmão a considerar uma "infratora". Em março, amigos e funcionários católicos de Maria foram presos e Carlos ameaçou iniciar uma guerra. Eduardo resolveu o conflito e pediu para que os amigos da princesa a convertessem ao protestantismo; no entanto, Maria explicou que preferia morrer por sua fé do que ser convertida.
Quando a guerra estourou entre a França e a Espanha, a pressão sobre Maria começou a diminuir; os ingleses temiam que Carlos invadisse a Inglaterra e Dudley procurou uma reconciliação com a princesa. No inverno de 1553, Eduardo ficou doente. Maria o visitou pela última vez em fevereiro de 1553, mas não suspeitava que ele estava próximo da morte, esta possivelmente ocasionada pela tuberculose. Dudley, sabendo que Maria era a verdadeira herdeira do trono, manteve segredo sobre seu estado de saúde, até verem sua condição "magra e definhada" na janela do Palácio de Placentia. Em 6 de julho de 1553, Eduardo faleceu aos 15 anos.

## Ascensão

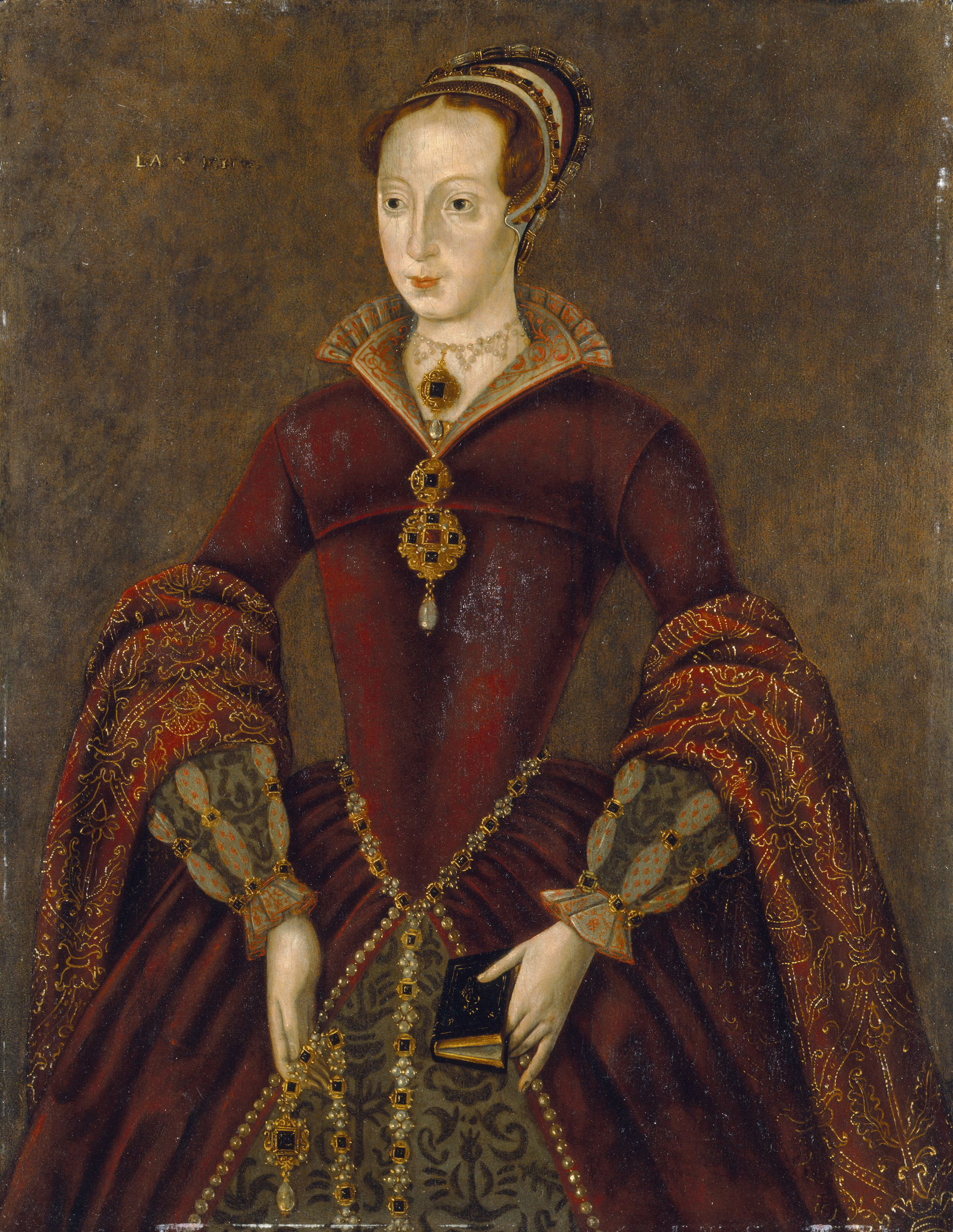
Joana Grey se tornou rainha da Inglaterra através de um documento assinado por Eduardo VI antes da morte.

Levando em consideração os conflitos constantes que teve com Maria, Eduardo VI temia que após sua morte, sua meia-irmã revertesse todas as suas reformas religiosas e trouxesse a Inglaterra de volta ao catolicismo. Por esta razão, contrariando o Terceiro Ato de Sucessão, estabelecido por seu pai, Henrique VIII, o jovem rei decidiu excluir Maria da linha de sucessão ao trono inglês, bem como Isabel, que era sua herdeira direta. Além disso, a possibilidade de Maria se casar com um homem estrangeiro também era temida. Para o suceder, Eduardo escolheu Joana Grey, conhecida como a neta protestante de sua falecida tia, Maria Tudor e filha de Francisca Brandon, que havia acabado de se casar com o filho de João Dudley, 1.º Duque de Northumberland, Guilford. A medida em que Dudley é responsável por mudar a linha de sucessão é controversa. Enquanto tradicionalmente acredita-se que Dudley persuadiu o jovem rei, alguns historiadores apontam que a vontade de Eduardo prevaleceu para a mudança em favor, principalmente, do protestantismo. 
Um dia antes da morte de Eduardo, Maria havia sido convidada para visitar seu irmão moribundo. No entanto, ela foi advertida que a convocação era um pretexto para capturá-la e, assim, facilitar a adesão de Joana no trono. Desta forma, Maria saiu de sua residência em Hunsdon e fugiu para a Ânglia Oriental, local onde ela possuía extensas propriedades e viviam muitos adeptos do catolicismo — e também opositores de Dudley. Em caso de repressão, ela cogitava fugir para a região de Flandres. No entanto, Dudley não se preocupou com seus planos. No dia 9 de julho, Maria escreveu uma carta para o conselho privado com ordens expressas para sua proclamação como sucessora de Eduardo. Para Dudley, a carta era uma declaração de guerra. Por conta disso, foi criado um exército que tinha como finalidade ir até Norfolk e capturar Maria. Em Londres, também foi espalhado diversos panfletos advertindo que ela era uma "bastarda" e que, se fosse rainha, "iria trazer à Inglaterra espanhóis e papistas". Os seguidores de Maria aumentaram e no dia 12 de julho — dois dias depois de Joana ter sido proclamada como rainha da Inglaterra — ela se mudou com seus aliados para o Castelo de Framlingham, em Suffolk, que serviria como sua fortaleza em caso de repressão. A aprovação entusiástica da população permitiu que Maria fosse proclamada a legítima rainha do reino em diversas cidades inglesas.

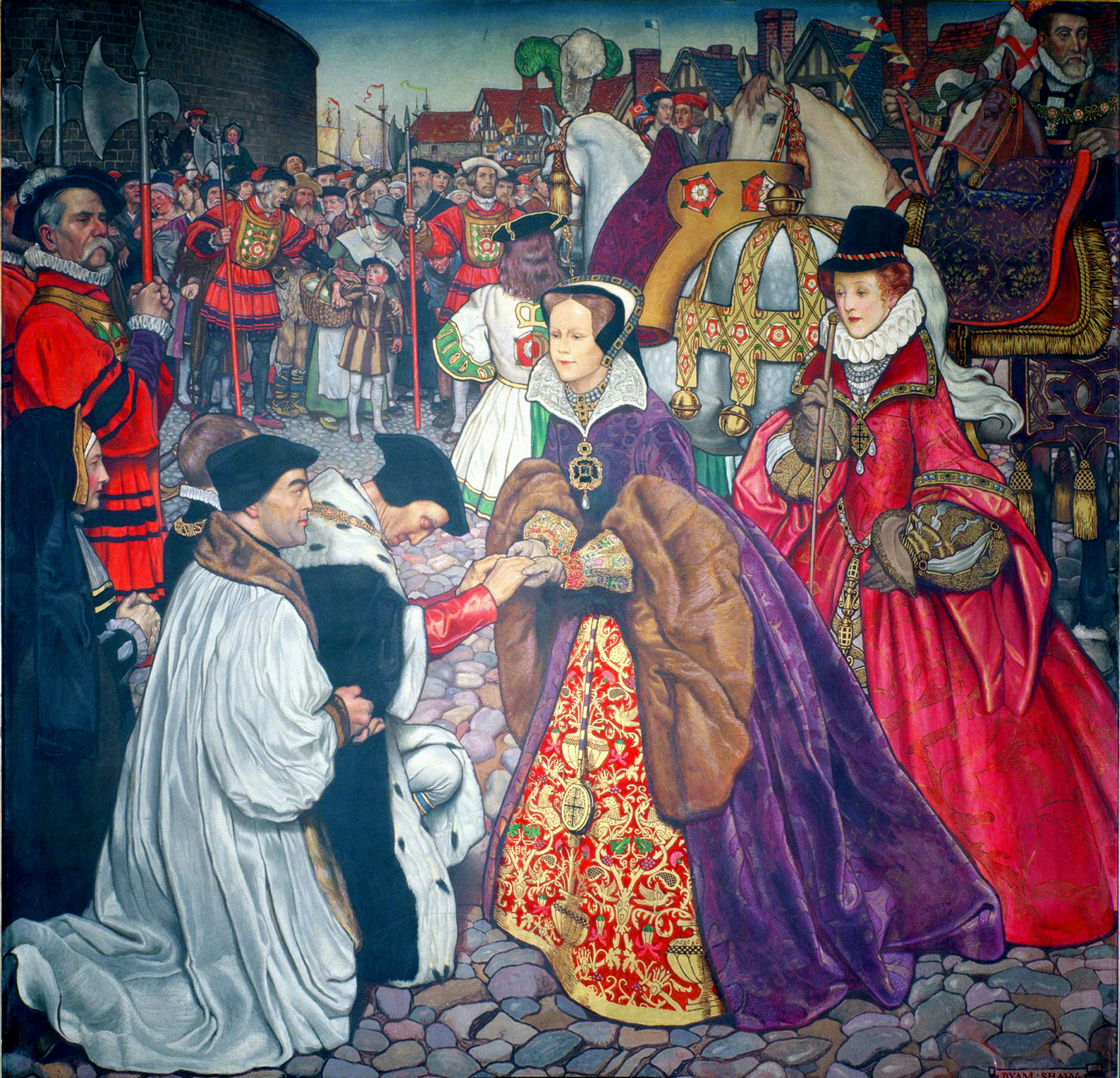
Em sua entrada triunfante em Londres, Maria foi acompanhada por diversos cavalheiros e por sua meia-irmã, Isabel.

No dia 15 de julho, o exército de Dudley se aproximou de Framlingham. Os comandantes de Maria estavam preparados, e ela própria mobilizou seus partidários com um discurso flamejante, afirmando que "Dudley planejou e ainda planeja de maneira traiçoeira, por traição prolongada, a destruição de uma pessoa da realeza, da nobreza e de bem deste reino". Em 19 de julho, Joana foi finalmente deposta e Dudley forçado a reconhecer Maria como a legítima rainha da Inglaterra. Ambos foram presos na Torre de Londres. A mãe de Joana, Francisca Brandon — que Maria batizou após seu nascimento —, pediu que a rainha tivesse piedade de sua família e não condenasse sua prima. Como ela estava convencida de que a jovem Joana era unicamente uma peça no esquema de Dudley, ela a perdoou, mas ainda a manteve sob prisão. Entretanto, o pai de Joana, Henrique Grey, 1.º Duque de Suffolk, foi liberto logo em seguida. Dudley, por outro lado, foi acusado de alta traição e acabou sendo decapitado.
Em 3 de agosto de 1553, Maria entrou triunfante em Londres, com uma onda de apoio popular. Ela foi acompanhada por sua meia-irmã, Isabel, e uma procissão com mais de 800 nobres e cavalheiros. Uma de suas primeiras ações como rainha foi ordenar a libertação dos católicos Tomás Howard, 3.º Duque de Norfolk e Stephen Gardiner. No dia 30 de setembro, Maria se mudou com Isabel para o Palácio de Westminster em uma grande procissão, que contava com a presença de Ana de Cleves. Em 1 de outubro, ela foi finalmente coroada na Abadia de Westminster e, assim como era costume nas coroações de monarcas masculinos, ela recebeu espadas, esporas e cetros. Para compor seu governo, Gardiner foi nomeado Bispo de Winchester e Lorde Chanceler, títulos que manteve até sua morte. Susan Clarencieux tornou-se responsável por suas roupas e joias.

## Casamento

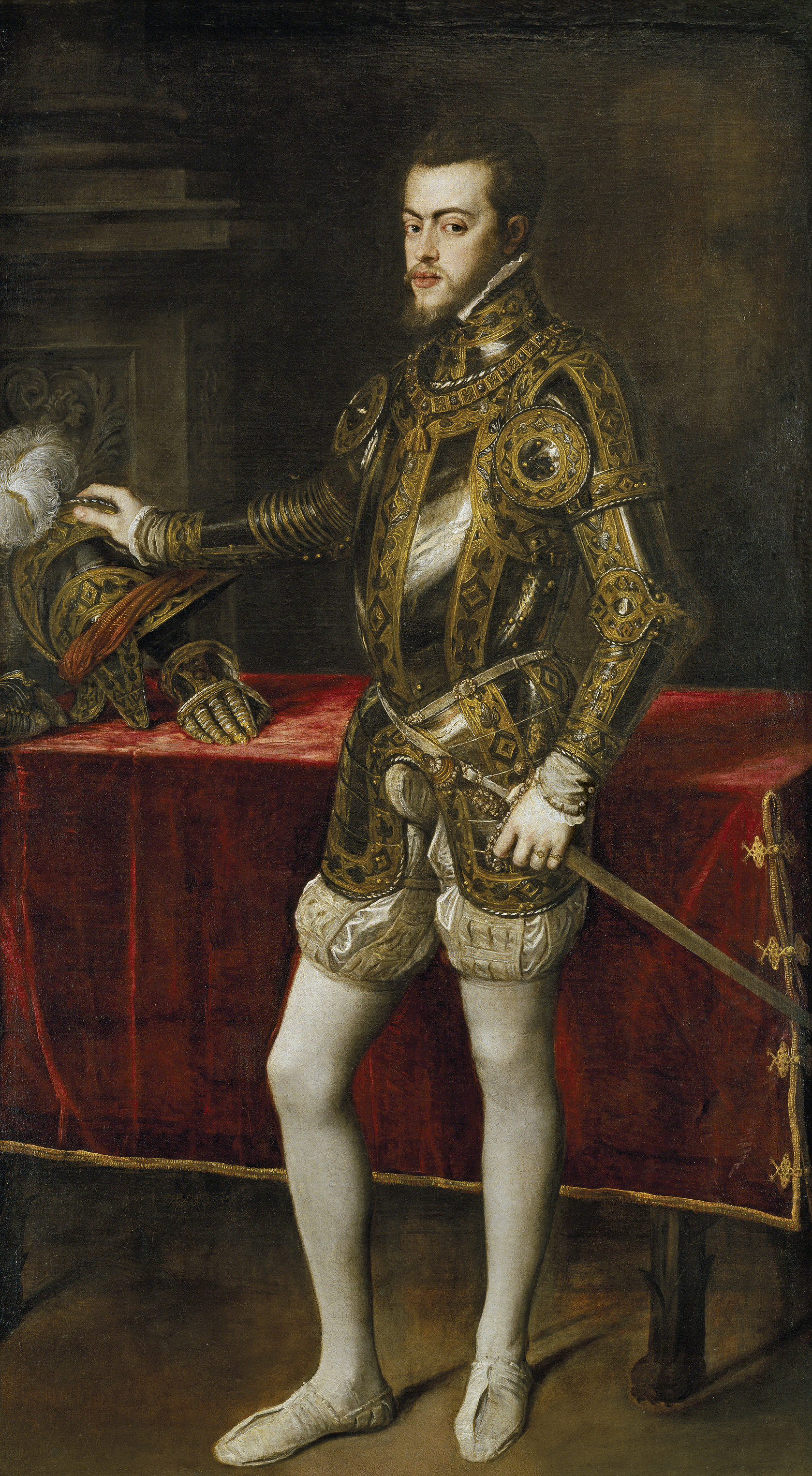
Retrato de Filipe II, feito por Ticiano, enviado a Maria em 1553, durante as negociações de casamento

Aos 37 anos de idade, Maria voltou sua atenção para encontrar um marido e gerar um herdeiro para a suceder, na tentativa de impedir que a sua meia-irmã protestante, Isabel, chegasse ao trono da Inglaterra após sua morte. Eduardo Courtenay e Reginaldo Pole foram mencionados como futuros pretendentes, mas seu primo, Carlos V, sugeriu que ela se casasse com seu único filho, Filipe II. Filipe era viúvo da princesa Maria Manuela de Portugal, que morreu dias depois de dar à luz ao único filho do casal, o príncipe D. Carlos. Filipe era herdeiro aparente de vastos territórios na Europa Continental e no Novo Mundo. Como parte das negociações de casamento, um retrato do príncipe, feito pelo pintor Ticiano, foi enviado à Maria em setembro de 1553.
Stephen Gardiner e a Câmara dos Comuns pediram para que Maria exitasse em continuar com os planos de matrimônio e considerasse a opção de se casar com um homem inglês, temendo que a Inglaterra fosse relegada a uma dependência dos Habsburgos. O casamento era impopular com a população inglesa; Gardiner e seus aliados se opuseram a ele com base no patriotismo, enquanto os protestantes foram motivados pelo medo do aumento do catolicismo no reino. Maria permaneceu insistindo em seu casamento com Filipe, causando protestos de imediato. Thomas Wyatt conduziu uma revolta popular, iniciada em Kent, para depor Maria em favor de sua meia-irmã, Isabel. O protesto ficou conhecido como Rebelião de Wyatt, sendo apoiado por Henrique Grey, 1.º Duque de Suffolk, pai de Joana Grey. Maria declarou publicamente que iria convocar o Parlamento da Inglaterra para discutir se o casamento era desvantajoso para o reino e, se fosse, ela iria se abster em prossegui-lo. Ao chegar em Londres, Wyatt foi derrotado e capturado. Assim, ele, Henrique Grey, Joana, bem como o seu marido, Guilford Dudley, foram sumariamente executados. Isabel, apesar de negar envolvimento nos planos de Wyatt, foi presa na Torre de Londres por dois meses e depois colocada em prisão domiciliar no Palácio de Woodstock.
Maria era — excluindo os breves e disputados reinados da Imperatriz Matilde e de Joana Grey — a primeira rainha a obter sucesso na reivindicação ao trono da Inglaterra. Além disso, de acordo com a doutrina inglesa de jure uxoris, a propriedade e os títulos pertencentes a uma mulher tornam-se direitos de seu marido, o que fazia os ingleses temerem que qualquer homem com quem ela se casasse se tornaria, de fato e de nome, o rei da Inglaterra. Apesar dos avós de Maria, Fernando e Isabel, terem mantido a soberania de seus próprios reinos durante o casamento, não havia nenhum precedente a seguir no reino. De acordo com os termos de casamento da rainha Maria, Filipe deveria ser denominado "Rei da Inglaterra" e todos os documentos oficiais, incluindo os Atos do Parlamento, deveriam ser datados com ambos os seus nomes. Entretanto, todos os termos só eram válidos durante a vida de Maria. A Inglaterra também estava isenta de declarar apoio militar ao pai de Filipe em qualquer guerra, e este não poderia agir sem o consentimento da esposa, bem como nomear estrangeiros para cargos no reino. Filipe não estava satisfeito com as condições impostas, mas estava disposto a concordar com elas para garantir o casamento. Ele não tinha sentimentos amorosos em relação a Maria e buscava o casamento unicamente pelos ganhos políticos e estratégicos. O assessor de Filipe, Rui Gomes da Silva, escreveu a um correspondente de Bruxelas que "o casamento foi concluído não por consideração carnal, mas a fim de solucionar as desordens deste reino e preservar os Países Baixos".
Para colocar seu filho no nível de Maria, o imperador Carlos V cedeu a Filipe o Reino de Nápoles, bem como sua reivindicação ao Reino de Jerusalém. Portanto, Maria se tornou rainha dos dois reinos após o seu casamento. O matrimônio ocorreu na Catedral de Winchester, em 25 de julho de 1554, apenas dois dias após o primeiro encontro do casal. Filipe não falava inglês e, desta forma, eles se comunicavam em uma mistura de espanhol, francês e latim.

### Gravidezes psicológicas

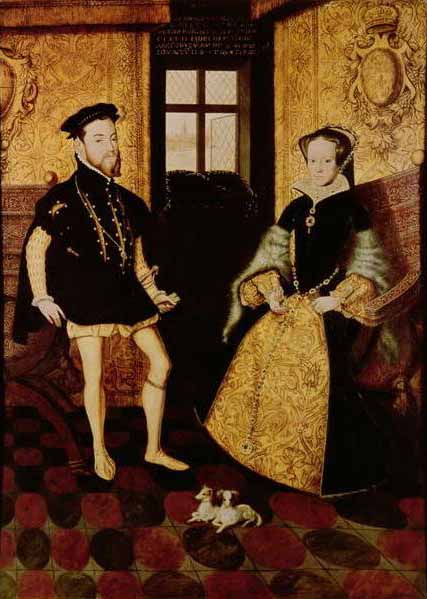
Retrato de Maria e Filipe, por volta de 1558. O fato da rainha não ter gerado filhos foi ridicularizado na Europa.

Em setembro de 1554, Maria parou de menstruar. Ela ganhou peso e sentia náuseas, principalmente pela manhã. Por estas razões, quase toda a corte, incluindo os médicos, acreditavam que ela estava grávida. Além disso, o Parlamento da Inglaterra aprovou um ato que tornava Filipe regente em caso da morte de Maria durante o parto. Na última semana de abril de 1555, Isabel foi libertada da prisão domiciliar e convocada como testemunha do nascimento do sobrinho, que era esperado a qualquer momento. De acordo com Giovanni Michieli, embaixador de Veneza, Filipe poderia estar planejando se casar com Isabel no caso da morte de Maria no parto. Entretanto, em uma carta ao cunhado, Maximiliano II, ele expressava incerteza sobre a gravidez de sua esposa.
Os serviços de Ação de Graças na diocese de Londres foram realizados no final de abril, depois de falsos rumores de que Maria havia dado à luz a um filho foram espalhados pela Europa. Por volta de maio e junho, o aparente atraso no parto alimentou fofocas de que Maria, na verdade, não estava grávida. Susan Clarencieux revelou suas dúvidas ao embaixador francês Antoine de Noailles. Maria continuou a exibir sinais de gravidez até julho de 1555, quando seu abdômen diminuiu. Não havia bebê. Michieli ridicularizou o fato, dizendo que a gravidez havia "acabado em vento ao invés de outra coisa". Provavelmente, esta teria sido uma gravidez psicológica, induzida pela grande vontade da rainha em ter um filho. Em agosto, logo após a "desgraça" da falsa gravidez, que Maria considerava "ser um castigo de Deus" por ter "tolerado hereges" em seu reino, Filipe deixou a Inglaterra para comandar seus exércitos contra a França em Flandres. Maria estava de coração partido e caiu em uma profunda depressão. Michieli ficou tocado pelo sofrimento da rainha, e reconhecia que ela estava "extraordinariamente apaixonada" pelo marido e "inconsolável" com sua partida.
Isabel permaneceu na corte até outubro, aparentemente havia sido restaurada na corte. Na ausência de filhos no casamento, Filipe estava preocupado com o fato de que um dos seguintes requerentes do trono inglês depois de sua cunhada era Maria Stuart, Rainha da Escócia, que estava noiva de Francisco, Delfim da França. Filipe persuadiu sua esposa de que Isabel deveria se casar com seu primo, Emanuel Felisberto, Duque de Saboia, para garantir a sucessão católica e preservar os interesses dos Habsburgo na Inglaterra, mas Isabel se recusou e o consentimento parlamentar era improvável. Durante visitas recorrentes de Filipe em 1557, Maria pensou que estava grávida novamente, com previsão de nascimento para março de 1558. Ela decretou por sua vontade que o marido seria regente durante a menoridade de seus filhos. No entanto, nenhuma criança nasceu e Maria foi forçada a aceitar que Isabel era sua legítima sucessora.

## Morte e sucessão

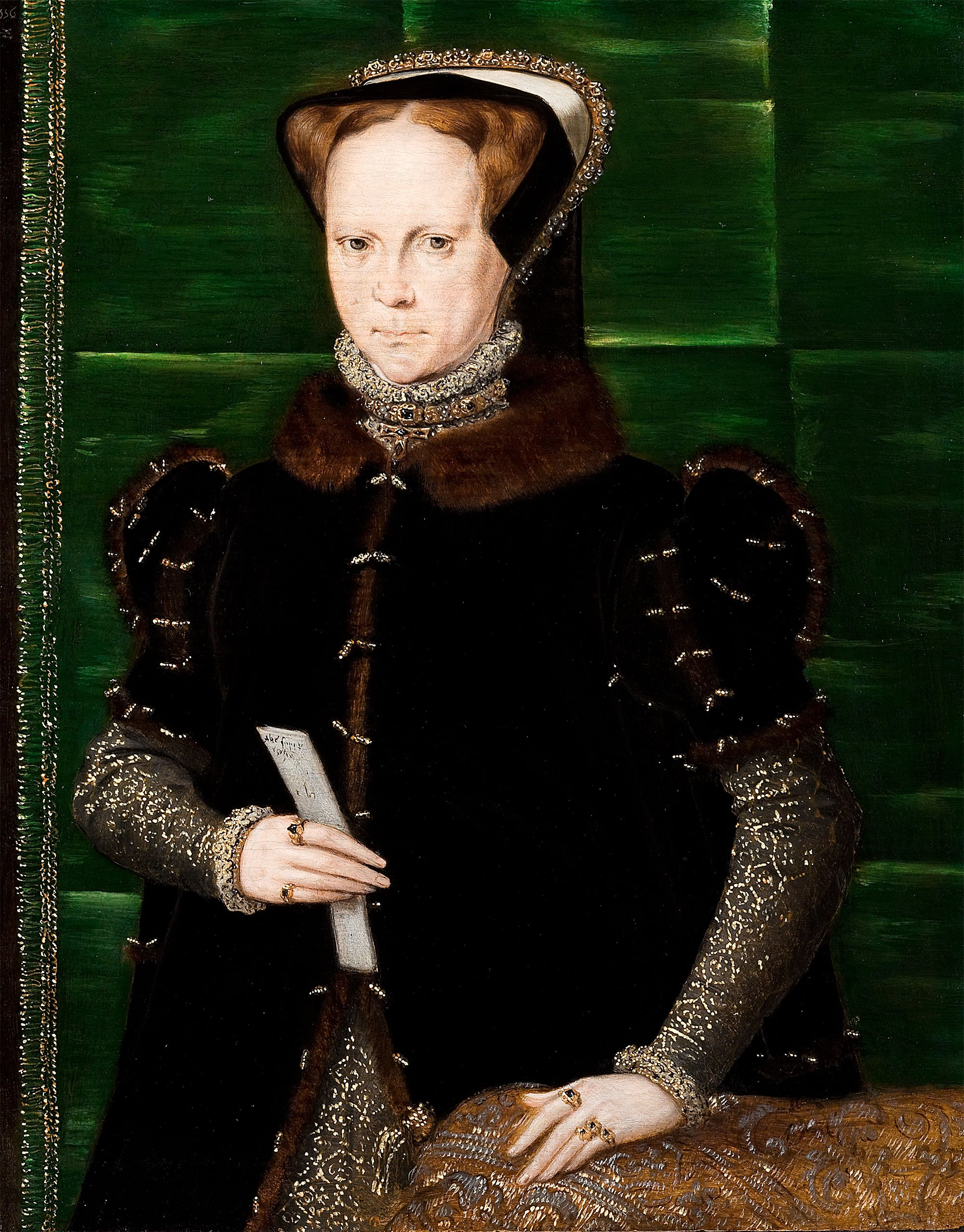
Maria, por Hans Eworth

Após sua segunda gravidez psicológica, Maria estava fraca e doente em maio de 1558. Em seus últimos dias, ela "confortou todos aqueles que se afligiam por seu estado [de saúde]" e lhes contou que bons sonhos ela teve, onde "muitas crianças pequenas, como anjos, tocavam e cantavam notas agradáveis para ela". Antes da meia noite de quarta-feira, Maria teve seus últimos rituais em seus aposentos no Palácio de St. James. Às seis horas da manhã de 17 de novembro, antes do amanhecer de um dia de outono, Maria foi à missa, como fazia diariamente. Em dias difíceis ou triunfantes, os rituais da Igreja Católica foram o seu maior conforto. Ela ainda era capaz de fazer as rezas em voz alta; sua voz profunda era mais forte que as lágrimas abafadas de seus atendentes. Após o término, por volta das sete da manhã, a rainha foi descansar. Sua partida foi tão pacífica que aqueles que a rodeavam não perceberam, à princípio, que ela havia falecido. Maria tinha 42 anos e cisto ovariano ou câncer de útero são consideradas como a causa de sua morte.
Um mensageiro foi até Bruxelas para avisar Filipe da morte de sua esposa. Em 21 de setembro, seu pai, Carlos V, também havia falecido. Em uma carta para sua irmã, Joana, Princesa de Portugal, Filipe esboçava desespero: "Você consegue imaginar no estado que estou [...] Parece que tudo está caindo sobre mim de uma vez". Quanto a morte de sua esposa, ele acrescentou: "Que Deus a receba em Sua glória! Eu sinto um pesar razoável por sua morte. Devo sentir sua falta, mesmo nessas circunstâncias". Isabel ouviu sobre as notícias da morte de sua irmã calmamente, até cair de joelhos e chorar copiosamente. Quando o Parlamento da Inglaterra ficou sabendo de sua morte, qualquer tristeza que possa ter sido sentida foi rapidamente ofuscada pela alegria de ter uma nova rainha. Embora Maria tenha declarado que sua vontade era ser enterrada ao lado de sua mãe, em Peterborough, ela foi enterrada na Abadia de Westminster em 14 de dezembro, em uma tumba que eventualmente compartilharia com Isabel. Na cripta de ambas, encomendada por Jaime VI & I, está escrito em latim a seguinte frase: "Parceiras tanto no trono como no túmulo, irmãs Isabel e Maria, aqui deitamos para dormir com esperança de ressurreição".
Com 25 anos de idade, Isabel foi proclamada rainha pela primeira vez por arautos que se dirigiram à Whitehall e fizeram o anúncio antes mesmo do prefeito ou de conselheiros da cidade. No meio da tarde, "todas as igrejas de Londres tocavam o sino, e a noite fizeram fogueiras e colocavam mesas na rua para comer e beber em homenagem à nova rainha Isabel, irmã da rainha Maria". Em sua entrada triunfante percorrida pela cidade, ela foi recebida calorosamente pelos cidadãos, saudada por orações e discursos, a maioria deles sendo de protestantes. Em 15 de janeiro de 1559, Isabel foi finalmente coroada e ungida por Owen Oglethorpe, bispo católico, na Abadia de Westminster. Ela então foi apresentada para a aceitação do povo, em meio a um ruído ensurdecedor de órgãos, trompetas, baterias e sinos.

## Políticas

### Religiosa

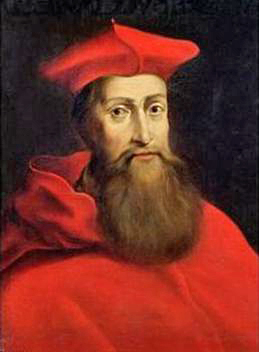
Reginaldo Pole, líder católico durante a reforma religiosa de Maria na Inglaterra

Maria sempre rejeitou a ruptura da Igreja Anglicana com a Igreja Católica instituída por seu pai, Henrique VIII, e o estabelecimento do protestantismo pelo seu irmão, Eduardo VI, no reino. Como rainha, ela se dedicava principalmente à questões envolvidas com política religiosa. No mês à sua ascensão ao trono inglês, no entanto, Maria demonstrava apelo à compreensão e tolerância. Em sua primeira proclamação, ela afirmou: "Sua Majestade, atualmente, pela única bondade de Deus, se instala na justa posse da Coroa Imperial deste reino e outros domínios pertencentes, não pode agora esconder a religião que professa da infância até o presente [...] Em todos os assuntos, Sua Alteza mostrará disposição e clemência de forma graciosa, pois não tem como obrigar seus súditos [a seguir sua religião] até o momento em que um consenso comum seja alcançado [no parlamento]".
No entanto, Maria já havia dado os primeiros passos para promover uma reconciliação com a Igreja Católica. Em agosto de 1553, ela escreveu ao Papa Júlio III, assegurando que iria persuadir o Parlamento da Inglaterra para revogar as "muitas leis 'maravilhosas' implantadas por meus antecessores". Logo o Papa preparou Reginaldo Pole para o legado papal na Inglaterra. Pole era parente distante de Maria, além de filho de sua governanta, Margarida, Condessa de Salisbury. Inicialmente, Maria não queria realizar mudanças religiosas bruscas sem uma resolução parlamentar e, portanto, tolerava protestantes. A única exceção era sua irmã, Isabel, que ela queria converter ao catolicismo. Enquanto Maria estava solteira e sem filhos, ela era a sua sucessora legítima, mantendo-a sob pressão por algum tempo e até cogitava reconhecê-la como sua sucessora, em vez de sua prima, Margarida Douglas, que também era católica.
Em sua primeira sessão parlamentar, Maria não só validava o casamento de seus pais, mas também aboliu todas as leis religiosas implantadas anteriormente por seu irmão; assim, a doutrina da igreja foi restaurada na forma que criava os novos Trinta e Nove Artigos de Religião, que (entre outras coisas) reafirmavam o celibato clerical. Os sacerdotes casados foram privados de seus benefícios, o que dificultou que grande parte deles atendessem às suas demandas. Por outro lado, o Parlamento recusava-se veemente a reconhecer a soberania do Papa, bem como devolver as terras dos mosteiros confiscados por Henrique VIII. Além disso, Maria foi obrigada a manter-se como Chefe Supremo da Igreja de Inglaterra. Com a chegada de Reginaldo Pole na Inglaterra, o protestante Tomás Cranmer se viu enfraquecido e logo foi substituído por Pole no cargo de Arcebispo da Cantuária. No final de 1554, o Papa reaprovou atos contra a heresia.

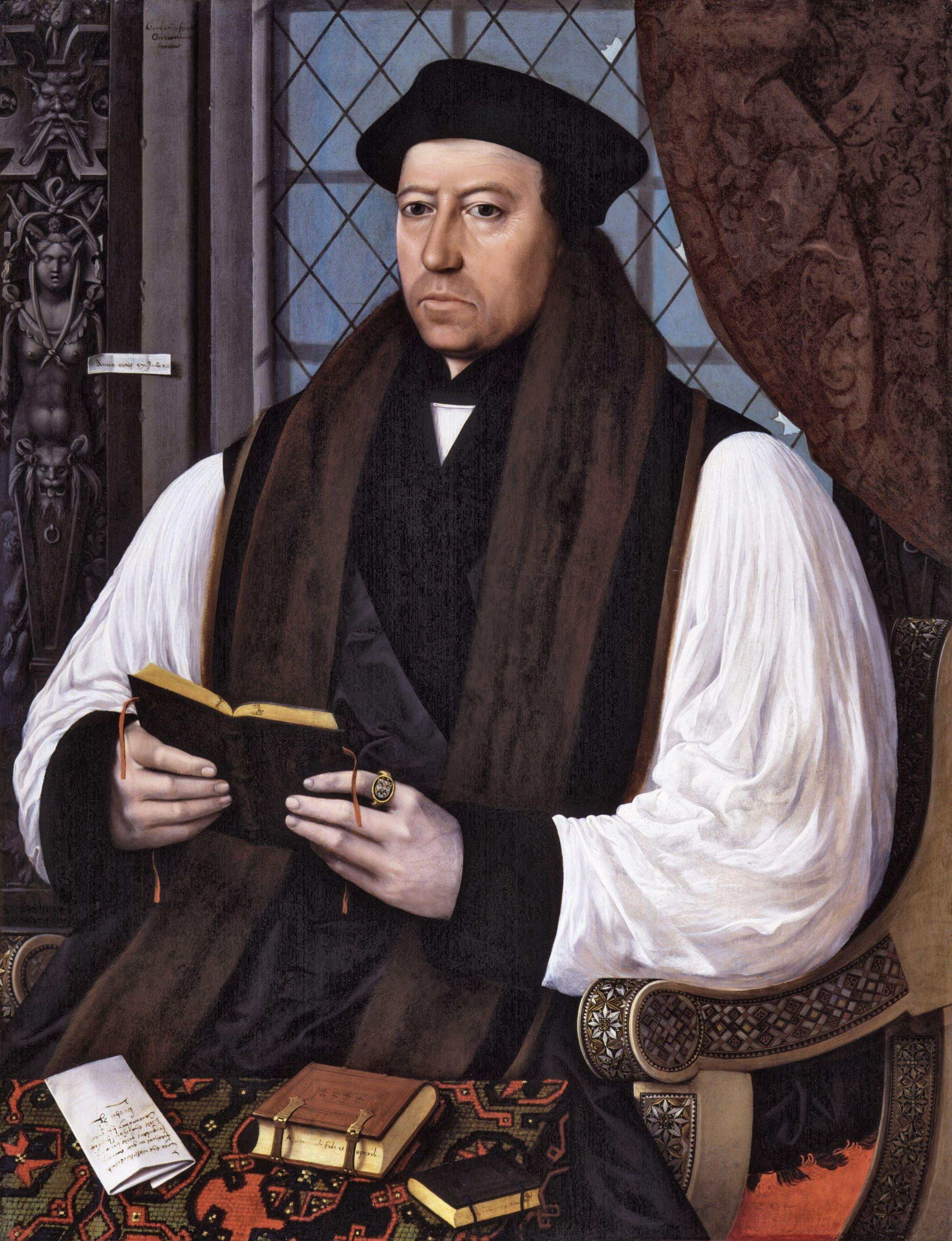
Tomás Cranmer foi um dos líderes protestantes condenados à fogueira durante as perseguições.

Após a aprovação dos atos, um grande número de protestantes foram executados no que ficou conhecido como perseguições marianas; entretanto, cerca de 800 protestantes ricos, incluindo John Foxe, conseguiram exílios em outros países. As primeiras execuções ocorreram durante um período de cinco dias no início de fevereiro de 1555. Tomás Cranmer foi obrigado a assistir outros bispos influentes serem mortos na fogueira. Cranmer recuou, rejeitou a teologia protestante e se declarou praticante da fé católica. Sob o processo normal da lei, ele deveria ter sido absolvido como um arrependido; Maria, no entanto, recusou-se, talvez movida pelo ressentimento deste ser o responsável pela anulação do casamento de seus pais. No dia de sua morte, ele voltou atrás, afirmando: "E quanto ao Papa, recuso-o, como inimigo de Cristo e o anticristo com toda a sua falsa doutrina". No total, 283 pessoas foram mortas, a maioria na fogueira, resultando no crescimento de opositores de Maria na Inglaterra e no exterior. A morte na fogueira se mostrou tão impopular que até mesmo Alfonso de Castro, um dos funcionários eclesiásticos de Filipe, os condenou. Simon Renard, diplomata da Inglaterra, alertou que tal "aplicação cruel" poderia "causar uma revolta". Desde então, as vítimas das perseguições são classificadas como mártires.
Os historiadores discordam sobre quem tem a verdadeira responsabilidade pelas mortes. Inicialmente, Reginaldo Pole concordava com as mortes, talvez movido por seu desejo de aprovação do papa Paulo IV. Apesar de ter reconhecido mais tarde que as execuções eram impopulares, é creditado como um dos responsáveis pelo fato de não ter feito nenhuma tentativa de influenciar a rainha a esse respeito, já que esta sempre levou em consideração os seus conselhos. Stephen Gardiner era contra as mortes, até estas resultarem na morte de líderes protestantes. A medida em que Maria estava pessoalmente envolvida com as mortes não é determinada com certeza. De acordo com suas palavras, ela estava destinada a executar os líderes; entretanto, as pessoas simples ela queria "converter gentilmente". Outros historiadores acreditam que durante o auge das mortes, em 1555, Maria havia se afastado de suas atividades como rainha por conta de sua primeira gravidez, e que as ordens reais podem ter partido de seu marido, Filipe II. Muitos concordam que a rainha tinha poder suficiente para dar um fim nas perseguições a qualquer momento.

### Internacional

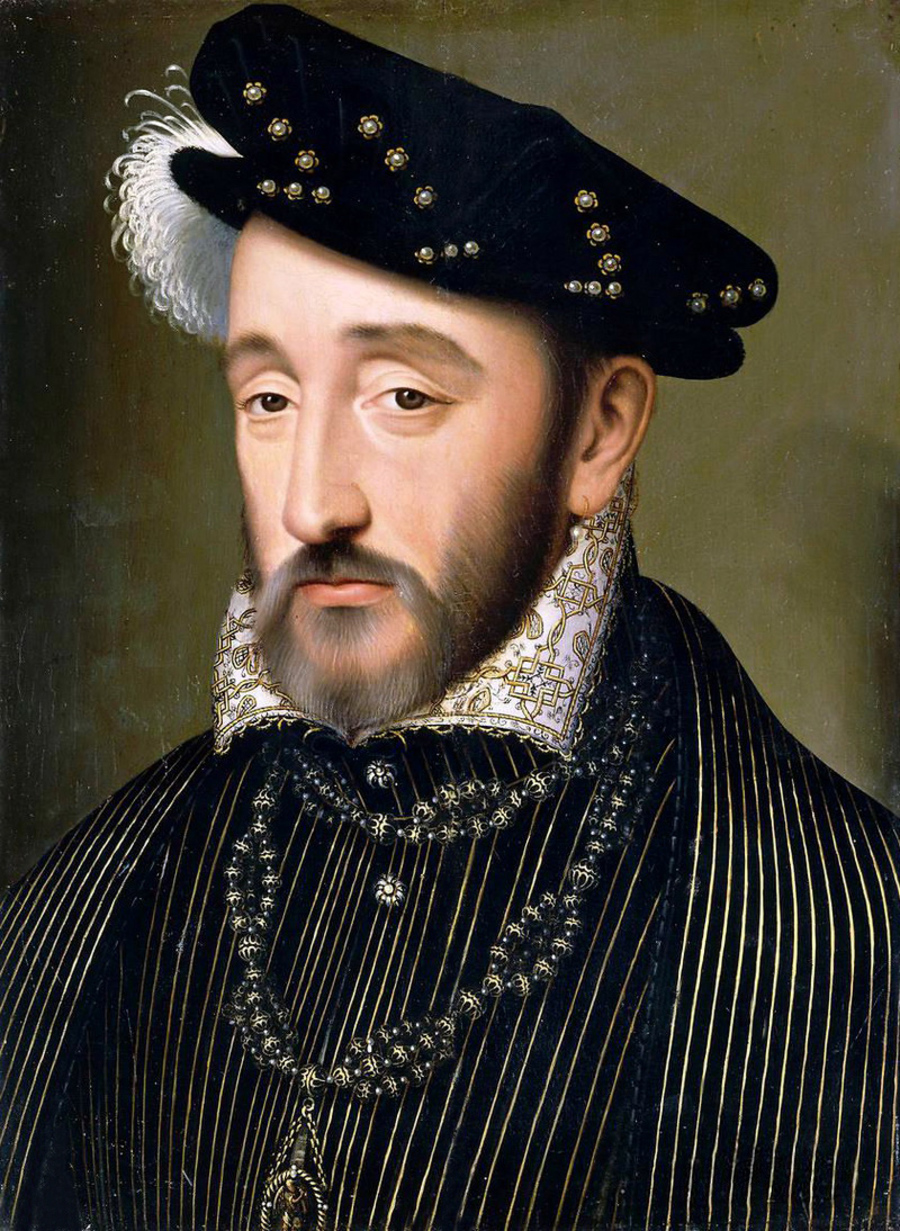
Maria declarou guerra à Henrique II da França para apoiar o marido, Filipe II

Maria procurou aproximar a Inglaterra da Espanha durante o seu reinado, a fim de construir um forte contrapeso com a França. Um dos motivos para isso era o fato de sua prima, Maria Stuart, Rainha da Escócia estar noiva do herdeiro ao trono francês, Francisco. Sob o Terceiro Ato de Sucessão, aprovado em 1543 pelo Parlamento da Inglaterra, Isabel era de fato a herdeira do trono inglês através de Maria; no entanto, ela e Eduardo VI permaneciam como filhos ilegítimos de Henrique VIII, e assim Maria Stuart seria considerada rainha legítima da Inglaterra após a morte de sua prima, sendo descendente de Margarida Tudor. O rei Filipe II, portanto, influenciou a esposa a se reconciliar com Isabel e reconhecê-la como sucessora, cogitando também se casar com Isabel em caso de morte da esposa.
A Espanha e a França estavam regularmente envolvidas em guerras. Como sempre havia um temor entre os ingleses de que o reino poderia se envolver no conflito, Maria tentou mediar entre as partes. Em nome dela, Reginaldo Pole tentou uma negociação com ambas as partes durante uma festa; no entanto, a tentativa fracassou. Sem a ajuda da Inglaterra, um tratado de paz foi assinado entre os franceses e os espanhóis em fevereiro de 1556, mas perdurou por um curto período até que as forças militares de ambos os países se recuperassem.
Em setembro de 1556, as forças militares de Fernando Álvarez de Toledo y Pimentel atacaram os Estados Papais. O papa Paulo IV então se aliou com o rei Henrique II da França e declarou guerra a Filipe e Carlos V. A situação se tornou ameaçadora para a Inglaterra, como a França estava aliada com a Escócia, uma possível invasão escocesa era considerada iminente. Maria então preparou o país para uma guerra; no entanto, os conselheiros da rainha não estavam dispostos a enviar tropas de reforço a Filipe caso os Países Baixos fossem atacados. O papa, irritado com a solidariedade de Maria com Filipe, privou Reginaldo Pole de sua autoridade religiosa na Inglaterra e ordenou que este voltasse à Roma para se submeter a uma acusação de heresia. Maria recusou-se em concordar com a partida de Pole e exigiu que um tribunal inglês o julgasse caso assim fosse necessário, além de ameaçar o papa com a retirada de seu embaixador de Roma.
Em março de 1557, após abdicação de seu pai, Filipe retornou à Inglaterra para persuadir Maria a apoiá-lo em uma nova guerra contra a França. A rainha foi a favor da declaração de guerra e, em maio de 1557, assegurou aos espanhóis seu apoio; entretanto, seus conselheiros se opuseram a isso pois o comércio com os franceses seria comprometido, violaria o tratado matrimonial e um legado econômico ruim herdado do reinado de Eduardo VI, bem como uma série de colheitas deficientes, significava que a Inglaterra não tinha suprimentos e recursos financeiros. O embaixador da França na Inglaterra, Antoine de Noailles, afirmou que Maria, durante conversas privadas com seus conselheiros, os ameaçava "com a morte ou com perda de todas as suas posses e terras se não se submetessem à vontade de seu cônjuge". A guerra só foi declarada com o consentimento dos parlamentares em junho de 1557, quando o sobrinho de Reginaldo Pole, Thomas Stafford, invadiu a Inglaterra e ocupou o Castelo de Scarborough com a ajuda das forças francesas em uma tentativa fracassada de depor Maria.
Para o alívio dos ingleses, Filipe se reconciliou com o Papa em setembro de 1557, mas isso não mudou os rumos da guerra com a França. No início, a Inglaterra conseguiu emplacar diversas vitórias contra os franceses; no entanto, durante uma pausa dos ingleses por conta do inverno, os franceses tomaram a cidade de Calais (atual Bolonha-sobre-o-Mar), o último território europeu pertencente ao reino. Foi um sério golpe para a autoconfiança nacional. Pole chamou a perda de "uma catástrofe repentina e dolorosa". Os conselheiros de Maria concordaram que uma reconquista era quase impossível e inabordável, resultando em uma grande perda importante na estratégia contra a França.

### Comercial

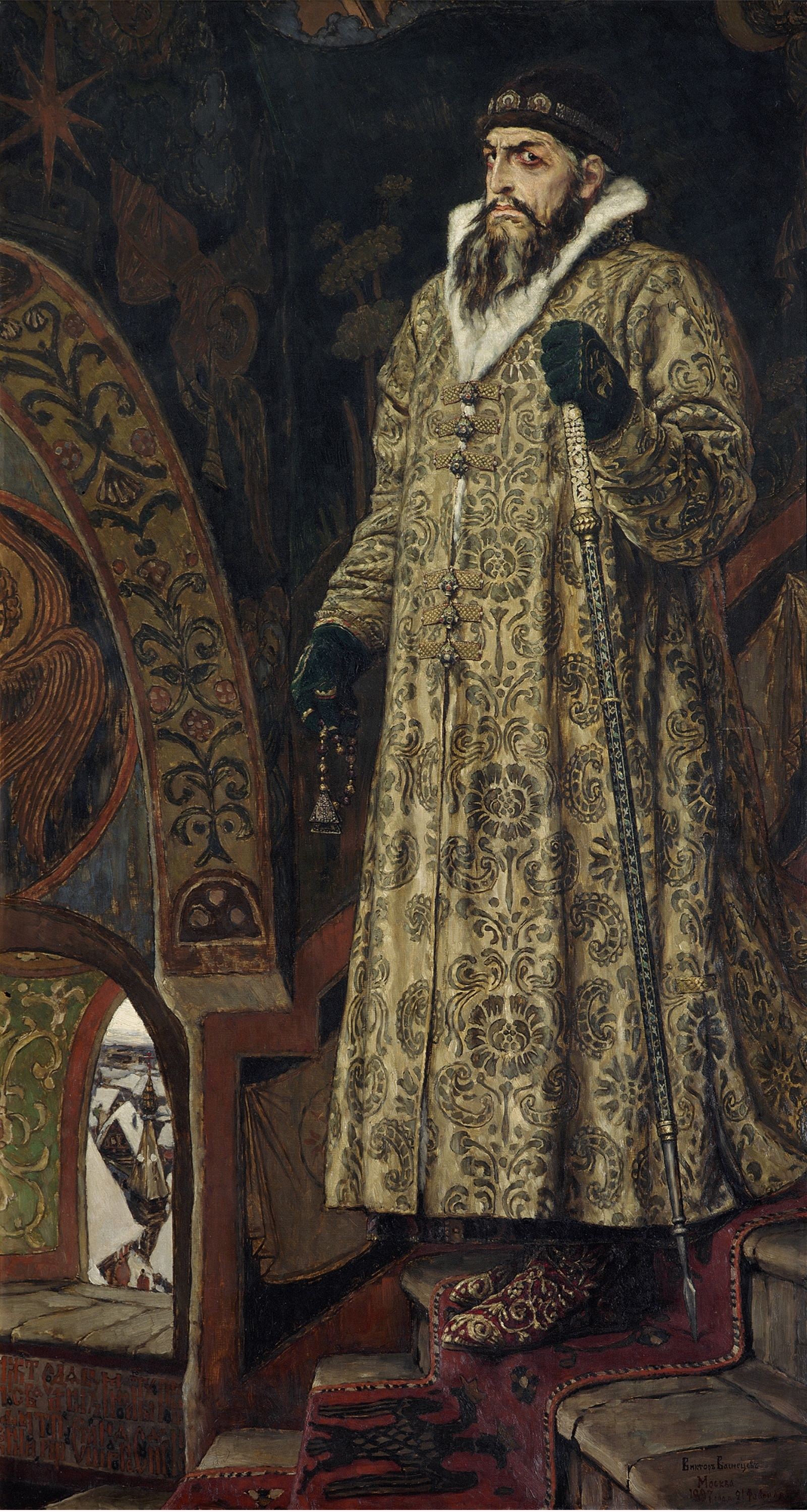
Ivã, o Terrível negociou com Maria um monopólio bem-sucedido entre a Inglaterra e a Rússia.

Maria havia herdado muitas dívidas de seus antecessores, e as finanças do governo estavam quase fora de controle. A razão para isso era o sistema econômico ainda medieval que já não atendia ao estado real moderno. John Baker e Walter Mildmay tentaram reabilitar o fundo do estado, mas suas reformas levariam muito tempo. A Casa Real foi cuidadosamente examinada para encontrar poupanças; o relatório mostrava que a rainha pagava seus servos e subordinados muito mais generosamente do que seu pai já havia feito e que os maiores montantes foram gastos no guarda-roupa de Maria. A depreciação da moeda, que já havia começado nos últimos anos do reinado de Henrique VIII, ainda favoreceu a crise. A inflação não foi combatida decisivamente pelo financista Thomas Gresham e intensificou-se no governo de Eduardo VI. Maria tentou neutralizar a dramática perda de dinheiro e medidas drásticas foram tomadas contra falsificadores, com conselheiros discutindo uma reforma monetária. No entanto, por conta das guerras nos últimos anos do reinado de Maria, a reforma não foi implantada até sua morte, sendo aprovada apenas no governo de Isabel I, em 1560.
A falta de aplicação de taxas para novas formas de importação significou que uma grande fonte chave de receita havia sido negligenciada. Para resolver o problema, o governo de Maria publicou o Livro das Taxas (1558), que enumerava as tarifas a serem pagas e os direitos sobre cada importação, com estas indo diretamente para a Coroa Inglesa, numa tentativa de evitar que funcionários aduaneiros enriquecessem. Essa publicação permaneceu sem alterações até 1604. Maria também promoveu expressamente o comércio local, permitindo que os bens importados tivessem tributos maiores que os bens fabricados na Inglaterra. No entanto, ela entrou em conflito com a Liga Hanseática, que não queria desistir de sua posição privilegiada no comércio europeu. Como a Liga havia emprestado dinheiro diversas vezes para a Inglaterra, Maria se viu obrigada a fazer concessões. Durante dois anos, a Liga pagava os mesmos impostos que os comerciantes ingleses e, em troca, adquiria panos da Inglaterra que nunca havia feito antes. Uma vez que a medida era bastante impopular com os comerciantes locais, foi revertida.
Por conta da forte concorrência nos mercados europeus, os conselheiros de Maria continuaram com a política implantada por João Dudley, 1.º Duque de Northumberland, a qual tinha a finalidade de buscar novas oportunidades comerciais no exterior. Apesar do casamento de Maria com Filipe, a Inglaterra não se beneficiava do comércio grandiosamente lucrativo da Espanha com o Novo Mundo. Os espanhóis guardavam suas rotas comerciais com bastante sigilo, e Maria não tolerava o comércio ilícito ou a pirataria, principalmente contra o marido. Nos últimos dias do reinado de Eduardo VI, foi feita uma expedição que buscava uma passagem do norte da Inglaterra até o Oriente. Com a morte do comandante Hugh Willoughby, seu companheiro, Richard Chancellor, conseguiu chegar à cidade de Arcangel através do mar Branco. Quando Richard chegou a Moscou, foi recebido por Ivã, o Terrível. Ele estava interessado em um acordo comercial com a Inglaterra e, em 5 de abril de 1555, Maria e Filipe enviaram uma carta de agradecimento a Ivã, confirmando suas intenções de negociar com ele.
Graças as negociações com Ivã, Maria concedeu uma carta régia à Companhia de Moscóvia — governada por Sebastião Caboto —, que controlava o monopólio entre a Inglaterra e Moscou. A companhia manteve-se como uma organização comercial até a Revolução Russa de 1917. Da Rússia, a Inglaterra recebia materiais para construção naval e exportava especiarias, lã e produtos metálicos. Durante esse período, a rainha havia encomendado um atlas mundial de Diogo Homem, e assim aventureiros como John Lok e William Towerson acabaram ganhando a oportunidade de navegarem pelo sul na tentativa de desenvolver rotas com a costa da África.
Além disso, Maria adiantou as reformas sociais. Desde o início de seu reinado, ela incentivava a integração de cidades e distritos, o que aumentou a eficiência da administração e da indústria. Através de seus esforços, as cidades poderiam agir como corporações frente à lei. Desta forma, as cidades poderiam ter direito sobre suas próprias terras e usar as receitas geradas por elas para programas educacionais, cuidados beneficentes e trabalho público. No entanto, houve escassez de alimentos e um aumento de doentes devido às inundações causadas pela frequência de chuvas. A fim de centralizar o cuidado para os pobres, Maria tinha cinco organizações de caridade em Londres. Embora as medidas iniciadas não tenham mostrado resultados em seu governo, Isabel I se beneficiou das iniciativas.

## Legado

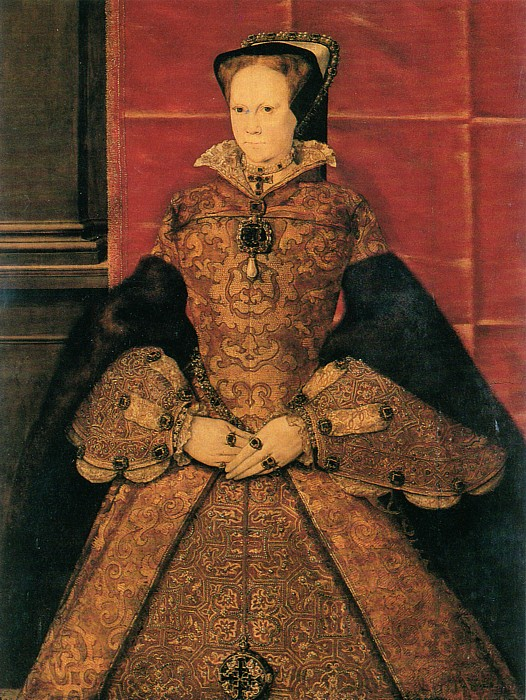
Maria é reconhecida por seu papel na restauração do catolicismo e perseguição aos protestantes, o que a mantém, desde então, na cultura popular por mais de cinco séculos.

Em seu funeral, John White, bispo de Winchester, louvou Maria: "Ela era a filha do rei, a irmã do rei e a esposa do rei. Ela era uma rainha e também, pelo mesmo título, um rei". Ela é lembrada como a primeira mulher a reivindicar com sucesso o trono da Inglaterra, apesar das reivindicações concorrentes e oposição determinada. Além disso, desfrutou de apoio popular e simpatia de seus súditos durante os primeiros anos de seu reinado, especialmente por parte dos católicos romanos da Inglaterra.
Os escritores protestantes da época tornaram a visão sobre ela altamente negativa. John Knox a atacou no livro The First Blast of the Trumpet Against the Monstruous Regiment of Women (1558), que usava como argumento a premissa de que, de acordo com a sua compreensão da Bíblia, "Deus, pela ordem de sua criação, privava as mulheres de autoridade e domínio". Ela também foi vilipendiada em Book of Martyrs (1563), escrito por John Foxe. As edições subsequentes do mesmo permaneceram populares entre os protestantes ao longo dos séculos seguintes e ajudaram a moldar percepções duradouras de que Maria era, na verdade, uma tirana sanguinária. O livro de Foxe também ajudou a moldar o epíteto de "Maria Sangrenta", que viria se tornar uma lenda urbana nos Estados Unidos, cuja história têm, entre suas versões, a vida da rainha Maria.
Maria é lembrada no século XXI por seus vigorosos esforços para restaurar o catolicismo na Inglaterra, cuja religião havia sido minimizada pelo curto reinado de seu meio-irmão, Eduardo VI. Os historiadores protestantes criticam seus esforços, enfatizando que em apenas cinco anos atuando como rainha, ela condenou à morte na fogueira centenas de protestantes, episódio que ficou marcado como perseguições marianas. Em meados do século XX, H. F. M. Prescott tentou corrigir o pensamento de que Maria era intolerante e autoritária, escrevendo de forma mais objetiva sobre a atuação dela como rainha, gerando avaliações à seu respeito mais simples, partidárias e com maior ceticismo. Revisionismos historiográficos desde a década de 1980 tem, até certo ponto, melhorado sua reputação entre os estudiosos. Christopher Haigh, professor da Universidade de Oxford, argumentou que o seu avivamento das práticas católicos eram, na época, bem-vindas. Haigh concluiu que "os últimos anos do reinado de Maria não foram uma preparação horripilante para a vitória protestante, mas uma consolidação contínua da força católica".
Historiadores católicos, como John Lingard, concluíram que as políticas de Maria falharam não porque estavam erradas, mas porque ela teve um reinado muito curto para estabelecê-las e por conta dos desastres naturais que iam além do seu controle. Seu casamento com o espanhol Filipe II era impopular entre a população da Inglaterra, e as políticas religiosas de ambos resultaram em um ressentimento profundo. As colheitas fracassadas presentes no reinado de Maria aumentaram o descontentamento público. Filipe passou a maior parte do casamento no estrangeiro, o que tornou a rainha uma pessoa deprimida, e o fato de não ter tido filhos a tornou triste. Embora o seu governo seja frequentemente classificado como ineficaz e impopular, as políticas de reforma fiscal, expansão naval e exploração colonial, que são creditadas como realizações elisabetanas, começaram ainda no reinado de Maria. Além disso, após a revogação do Ato de Sodomia de 1533 — em seu primeiro ano no trono inglês — ela é reconhecida por historiadores como a única monarca a não criminalizar a homossexualidade desde que a lei foi instalada. O ato foi reinstalado por Isabel I em 1563, permanecendo até 1967.
Maria foi retratada na cultura popular diversas vezes. Ela foi tema de diversos livros ao longo dos anos, incluindo Maria Tudor (1833) por Victor Hugo, The Queen's Fool (2004) por Philippa Gregory e Wolf Hall (2009) de Hilary Mantel. Além disso, sua história foi parodiada no episódio "Margical History Tour" da série de animação The Simpsons, onde a personagem Lisa Simpson é culpada do divórcio de seus pais, por ter "nascido no sexo errado". Sarah Bolger também deu vida a Maria na série de televisão The Tudors, exibida pela BBC Two, a qual foi indicada ao Globo de Ouro de Melhor Série Dramática, em 2007.

## Títulos, estilos e brasões

### Títulos e estilos
Antes de se tornar rainha, entre 18 de fevereiro de 1516 e 23 de maio de 1533, Maria teve como seu título: "Sua Alteza Real, a Princesa Maria". O título oficial de Maria como rainha antes de 1556 era: "Maria, pela graça de Deus, Rainha da Inglaterra, França e Irlanda, Defensora da Fé e Chefe Suprema da Igreja da Inglaterra e da Irlanda". Como todos os outros monarcas ingleses de Eduardo III até Jorge III, Maria detinha o título da França, apesar de nunca ter governado o reino. Após sua união com Filipe II, os títulos oficiais se tornaram conjuntos, um acordo assinado nos termos do matrimônio, tornando-se: "Filipe e Maria, pela graça de Deus, Rei e Rainha da Inglaterra, França, Irlanda, Duas Sicílias e Jerusalém, Defensores da Fé, etc.". Além disso, Maria obteve títulos de Arquiduquesa da Áustria, Duquesa de Milão, Borgonha e Brabante, bem como o de Condesa de Habsburgo, Flandres e Tirol.

### Brasão
Como rainha, o brasão de Maria antes de seu casamento eram as armas reais da Casa de Lencastre, usadas por todos os monarcas da Inglaterra desde Henrique IV, em 1399: um quartel esquartelado em azure, três flor-de-lis em or (para simbolizar o domínio da França) e gules, bem como três leões em guarda em pala (para a Inglaterra). Após seu casamento, seu brasão passou a ser exibido lado a lado ao de seu marido; com isso, uma águia negra foi posicionada ao lado de um leão dourado, representando a Espanha e a Inglaterra, respectivamente. Em 1556, quando Filipe ascendeu ao trono espanhol, o brasão de ambos eram representados na Espanha acompanhados pela Coroa de Castela, Aragão e Inglaterra. Pessoalmente, Maria havia adotado como lema a frase "Verdade, a Filha do Tempo", em 1553.
| Brasão de Maria como Rainha da Inglaterra, França e Irlanda (1553–1554) | Brasão de Maria e Filipe como Rei e Rainha da Inglaterra, França e Irlanda (1554–1558) | Brasão de armas de Maria em conjunto com os de Filipe na Inglaterra, França e Irlanda (1554–1558) | Brasão de armas de Filipe e Maria na Espanha (1556–1558) |

## Árvore genealógica
|  |  |                  |                  |                  |                  |                  |                  |           |           |                    |                    |                    |                    |                    |                    |             |             |                    |                    |                    |                    |                    |                    |         |         |         |         |  |  |          |          |          |          |               |               |               |               |               |               |            |            |              |              |              |              |                 |                 |                 |                 |                  |                  | Ricardo, Duque de Iorque | Ricardo, Duque de Iorque | Ricardo, Duque de Iorque | Ricardo, Duque de Iorque | Ricardo, Duque de Iorque | Ricardo, Duque de Iorque |                   |                   | Cecília Neville | Cecília Neville | Cecília Neville                           | Cecília Neville                           | Cecília Neville                           | Cecília Neville                           |                                           |                                           |  |  |  |  |  |  |  |  |  |  |  |  |
|  |  |                  |                  |                  |                  |                  |                  |           |           |                    |                    |                    |                    |                    |                    |             |             |                    |                    |                    |                    |                    |                    |         |         |         |         |  |  |          |          |          |          |               |               |               |               |               |               |            |            |              |              |              |              |                 |                 |                 |                 |                  |                  | Ricardo, Duque de Iorque | Ricardo, Duque de Iorque | Ricardo, Duque de Iorque | Ricardo, Duque de Iorque | Ricardo, Duque de Iorque | Ricardo, Duque de Iorque |                   |                   | Cecília Neville | Cecília Neville | Cecília Neville                           | Cecília Neville                           | Cecília Neville                           | Cecília Neville                           |                                           |                                           |  |  |  |  |  |  |  |  |  |  |  |  |
|  |  |                  |                  |                  |                  |                  |                  |           |           |                    |                    |                    |                    |                    |                    |             |             |                    |                    |                    |                    |                    |                    |         |         |         |         |  |  |          |          |          |          |               |               |               |               |               |               |            |            |              |              |              |              |                 |                 |                 |                 |                  |                  |                          |                          |                          |                          |                          |                          |                   |                   |                 |                 |                                           |                                           |                                           |                                           |                                           |                                           |  |  |  |  |  |  |  |  |  |  |  |  |
|  |  |                  |                  |                  |                  |                  |                  |           |           |                    |                    |                    |                    |                    |                    |             |             |                    |                    |                    |                    |                    |                    |         |         |         |         |  |  |          |          |          |          |               |               |               |               |               |               |            |            |              |              |              |              |                 |                 |                 |                 |                  |                  |                          |                          |                          |                          |                          |                          |                   |                   |                 |                 |                                           |                                           |                                           |                                           |                                           |                                           |  |  |  |  |  |  |  |  |  |  |  |  |
|  |  |                  |                  |                  |                  |                  |                  |           |           |                    |                    |                    |                    |                    |                    |             |             |                    |                    |                    |                    |                    |                    |         |         |         |         |  |  |          |          |          |          |               |               |               |               |               |               |            |            |              |              |              |              |                 |                 |                 |                 | Eduardo IV       | Eduardo IV       | Eduardo IV               | Eduardo IV               | Eduardo IV               | Eduardo IV               |                          |                          |                   |                   |                 |                 | Jorge, Duque de Clarence                  | Jorge, Duque de Clarence                  | Jorge, Duque de Clarence                  | Jorge, Duque de Clarence                  | Jorge, Duque de Clarence                  | Jorge, Duque de Clarence                  |  |  |  |  |  |  |  |  |  |  |  |  |
|  |  |                  |                  |                  |                  |                  |                  |           |           |                    |                    |                    |                    |                    |                    |             |             |                    |                    |                    |                    |                    |                    |         |         |         |         |  |  |          |          |          |          |               |               |               |               |               |               |            |            |              |              |              |              |                 |                 |                 |                 | Eduardo IV       | Eduardo IV       | Eduardo IV               | Eduardo IV               | Eduardo IV               | Eduardo IV               |                          |                          |                   |                   |                 |                 | Jorge, Duque de Clarence                  | Jorge, Duque de Clarence                  | Jorge, Duque de Clarence                  | Jorge, Duque de Clarence                  | Jorge, Duque de Clarence                  | Jorge, Duque de Clarence                  |  |  |  |  |  |  |  |  |  |  |  |  |
|  |  |                  |                  |                  |                  | Isabel I         | Isabel I         | Isabel I  | Isabel I  | Isabel I           | Isabel I           |                    |                    | Fernando II        | Fernando II        | Fernando II | Fernando II | Fernando II        | Fernando II        |                    |                    |                    |                    |         |         |         |         |  |  |          |          |          |          |               |               |               |               |               |               |            |            | Henrique VII | Henrique VII | Henrique VII | Henrique VII | Henrique VII    | Henrique VII    |                 |                 | Isabel de Iorque | Isabel de Iorque | Isabel de Iorque         | Isabel de Iorque         | Isabel de Iorque         | Isabel de Iorque         |                          |                          |                   |                   |                 |                 | Margarida Pole, 8.ª Condessa de Salisbury | Margarida Pole, 8.ª Condessa de Salisbury | Margarida Pole, 8.ª Condessa de Salisbury | Margarida Pole, 8.ª Condessa de Salisbury | Margarida Pole, 8.ª Condessa de Salisbury | Margarida Pole, 8.ª Condessa de Salisbury |  |  |  |  |  |  |  |  |  |  |  |  |
|  |  |                  |                  |                  |                  | Isabel I         | Isabel I         | Isabel I  | Isabel I  | Isabel I           | Isabel I           |                    |                    | Fernando II        | Fernando II        | Fernando II | Fernando II | Fernando II        | Fernando II        |                    |                    |                    |                    |         |         |         |         |  |  |          |          |          |          |               |               |               |               |               |               |            |            | Henrique VII | Henrique VII | Henrique VII | Henrique VII | Henrique VII    | Henrique VII    |                 |                 | Isabel de Iorque | Isabel de Iorque | Isabel de Iorque         | Isabel de Iorque         | Isabel de Iorque         | Isabel de Iorque         |                          |                          |                   |                   |                 |                 | Margarida Pole, 8.ª Condessa de Salisbury | Margarida Pole, 8.ª Condessa de Salisbury | Margarida Pole, 8.ª Condessa de Salisbury | Margarida Pole, 8.ª Condessa de Salisbury | Margarida Pole, 8.ª Condessa de Salisbury | Margarida Pole, 8.ª Condessa de Salisbury |  |  |  |  |  |  |  |  |  |  |  |  |
|  |  |                  |                  |                  |                  |                  |                  |           |           |                    |                    |                    |                    |                    |                    |             |             |                    |                    |                    |                    |                    |                    |         |         |         |         |  |  |          |          |          |          |               |               |               |               |               |               |            |            |              |              |              |              |                 |                 |                 |                 |                  |                  |                          |                          |                          |                          |                          |                          |                   |                   |                 |                 |                                           |                                           |                                           |                                           |                                           |                                           |  |  |  |  |  |  |  |  |  |  |  |  |
|  |  |                  |                  |                  |                  |                  |                  |           |           |                    |                    |                    |                    |                    |                    |             |             |                    |                    |                    |                    |                    |                    |         |         |         |         |  |  |          |          |          |          |               |               |               |               |               |               |            |            |              |              |              |              |                 |                 |                 |                 |                  |                  |                          |                          |                          |                          |                          |                          |                   |                   |                 |                 |                                           |                                           |                                           |                                           |                                           |                                           |  |  |  |  |  |  |  |  |  |  |  |  |
|  |  | Joana de Castela | Joana de Castela | Joana de Castela | Joana de Castela | Joana de Castela | Joana de Castela |           |           | Maria de Aragão    | Maria de Aragão    | Maria de Aragão    | Maria de Aragão    | Maria de Aragão    | Maria de Aragão    |             |             | Catarina de Aragão | Catarina de Aragão | Catarina de Aragão | Catarina de Aragão | Catarina de Aragão | Catarina de Aragão |         |         |         |         |  |  |          |          |          |          | Henrique VIII | Henrique VIII | Henrique VIII | Henrique VIII | Henrique VIII | Henrique VIII |            |            |              |              |              |              | Margarida Tudor | Margarida Tudor | Margarida Tudor | Margarida Tudor | Margarida Tudor  | Margarida Tudor  |                          |                          | Maria Tudor              | Maria Tudor              | Maria Tudor              | Maria Tudor              | Maria Tudor       | Maria Tudor       |                 |                 | Reginaldo Pole                            | Reginaldo Pole                            | Reginaldo Pole                            | Reginaldo Pole                            | Reginaldo Pole                            | Reginaldo Pole                            |  |  |  |  |  |  |  |  |  |  |  |  |
|  |  | Joana de Castela | Joana de Castela | Joana de Castela | Joana de Castela | Joana de Castela | Joana de Castela |           |           | Maria de Aragão    | Maria de Aragão    | Maria de Aragão    | Maria de Aragão    | Maria de Aragão    | Maria de Aragão    |             |             | Catarina de Aragão | Catarina de Aragão | Catarina de Aragão | Catarina de Aragão | Catarina de Aragão | Catarina de Aragão |         |         |         |         |  |  |          |          |          |          | Henrique VIII | Henrique VIII | Henrique VIII | Henrique VIII | Henrique VIII | Henrique VIII |            |            |              |              |              |              | Margarida Tudor | Margarida Tudor | Margarida Tudor | Margarida Tudor | Margarida Tudor  | Margarida Tudor  |                          |                          | Maria Tudor              | Maria Tudor              | Maria Tudor              | Maria Tudor              | Maria Tudor       | Maria Tudor       |                 |                 | Reginaldo Pole                            | Reginaldo Pole                            | Reginaldo Pole                            | Reginaldo Pole                            | Reginaldo Pole                            | Reginaldo Pole                            |  |  |  |  |  |  |  |  |  |  |  |  |
|  |  |                  |                  |                  |                  |                  |                  |           |           |                    |                    |                    |                    |                    |                    |             |             |                    |                    |                    |                    |                    |                    |         |         |         |         |  |  |          |          |          |          |               |               |               |               |               |               |            |            |              |              |              |              |                 |                 |                 |                 |                  |                  |                          |                          |                          |                          |                          |                          |                   |                   |                 |                 |                                           |                                           |                                           |                                           |                                           |                                           |  |  |  |  |  |  |  |  |  |  |  |  |
|  |  | Carlos V         | Carlos V         | Carlos V         | Carlos V         | Carlos V         | Carlos V         |           |           | Isabel de Portugal | Isabel de Portugal | Isabel de Portugal | Isabel de Portugal | Isabel de Portugal | Isabel de Portugal |             |             |                    |                    |                    |                    |                    |                    |         |         |         |         |  |  |          |          |          |          |               |               |               |               |               |               |            |            |              |              |              |              | Jaime V         | Jaime V         | Jaime V         | Jaime V         | Jaime V          | Jaime V          |                          |                          | Francisca Brandon        | Francisca Brandon        | Francisca Brandon        | Francisca Brandon        | Francisca Brandon | Francisca Brandon |                 |                 |                                           |                                           |                                           |                                           |                                           |                                           |  |  |  |  |  |  |  |  |  |  |  |  |
|  |  | Carlos V         | Carlos V         | Carlos V         | Carlos V         | Carlos V         | Carlos V         |           |           | Isabel de Portugal | Isabel de Portugal | Isabel de Portugal | Isabel de Portugal | Isabel de Portugal | Isabel de Portugal |             |             |                    |                    |                    |                    |                    |                    |         |         |         |         |  |  |          |          |          |          |               |               |               |               |               |               |            |            |              |              |              |              | Jaime V         | Jaime V         | Jaime V         | Jaime V         | Jaime V          | Jaime V          |                          |                          | Francisca Brandon        | Francisca Brandon        | Francisca Brandon        | Francisca Brandon        | Francisca Brandon | Francisca Brandon |                 |                 |                                           |                                           |                                           |                                           |                                           |                                           |  |  |  |  |  |  |  |  |  |  |  |  |
|  |  |                  |                  |                  |                  |                  |                  |           |           |                    |                    |                    |                    |                    |                    |             |             |                    |                    |                    |                    |                    |                    |         |         |         |         |  |  |          |          |          |          |               |               |               |               |               |               |            |            |              |              |              |              |                 |                 |                 |                 |                  |                  |                          |                          |                          |                          |                          |                          |                   |                   |                 |                 |                                           |                                           |                                           |                                           |                                           |                                           |  |  |  |  |  |  |  |  |  |  |  |  |
|  |  |                  |                  |                  |                  | Filipe II        | Filipe II        | Filipe II | Filipe II | Filipe II          | Filipe II          |                    |                    |                    |                    |             |             |                    |                    |                    |                    | Maria I            | Maria I            | Maria I | Maria I | Maria I | Maria I |  |  | Isabel I | Isabel I | Isabel I | Isabel I | Isabel I      | Isabel I      |               |               | Eduardo VI    | Eduardo VI    | Eduardo VI | Eduardo VI | Eduardo VI   | Eduardo VI   |              |              | Maria           | Maria           | Maria           | Maria           | Maria            | Maria            |                          |                          | Joana Grey               | Joana Grey               | Joana Grey               | Joana Grey               | Joana Grey        | Joana Grey        |                 |                 |                                           |                                           |                                           |                                           |                                           |                                           |  |  |  |  |  |  |  |  |  |  |  |  |
|  |  |                  |                  |                  |                  | Filipe II        | Filipe II        | Filipe II | Filipe II | Filipe II          | Filipe II          |                    |                    |                    |                    |             |             |                    |                    |                    |                    | Maria I            | Maria I            | Maria I | Maria I | Maria I | Maria I |  |  | Isabel I | Isabel I | Isabel I | Isabel I | Isabel I      | Isabel I      |               |               | Eduardo VI    | Eduardo VI    | Eduardo VI | Eduardo VI | Eduardo VI   | Eduardo VI   |              |              | Maria           | Maria           | Maria           | Maria           | Maria            | Maria            |                          |                          | Joana Grey               | Joana Grey               | Joana Grey               | Joana Grey               | Joana Grey        | Joana Grey        |                 |                 |                                           |                                           |                                           |                                           |                                           |                                           |  |  |  |  |  |  |  |  |  |  |  |  |